# 岐阜乗合自動車
岐阜乗合自動車株式会社（ぎふのりあいじどうしゃ、英文社名：Gifu Bus Co., Ltd. ）は、岐阜県岐阜市に本社を置く名鉄グループのバス事業者。通称は「岐阜バス」で、この通称は会社でも公式に使用している。

## 概要
2002年12月20日、岐阜市はオムニバスタウンに指定された。
2004年10月1日に名古屋鉄道自動車事業部（現・名鉄バス）から岐阜地区の路線を譲渡された。また、2005年4月1日までに岐阜市交通事業部（岐阜市営バス）から全路線を譲り受けた。さらに2005年4月1日に廃止された名鉄揖斐線・岐阜市内線・美濃町線・田神線の代替バス運行を開始した。
2008年6月1日からは岐阜市コミュニティバス「いいバス」の運行を受託していた。
岐阜乗合自動車から分社化された岐阜バス観光と岐阜バスコミュニティは、2017年4月1日付で岐阜乗合自動車へ吸収合併され、岐阜バス観光は岐阜乗合自動車の観光バス部門、岐阜バスコミュニティは各務原営業所となった。
2022年（令和4年）7月1日付で、名鉄グループのバス事業再編により設立された中間持株会社「名鉄グループバスホールディングス」の傘下に入り、同社の子会社となった。同時にグループ会社の華陽オートテック株式会社も名鉄グループバスHD傘下入り。

## 歴史

### 戦時統合による発足
1943年の岐阜地区・中濃地区の戦時統合で、以下の12事業者を統合して誕生した。
- 名古屋鉄道
  - 新岐阜 - 神田町通り - 鵜飼屋
  - 新岐阜 - 高野町通り - 長良橋
  - 新岐阜 - 千手堂 - 忠節橋
  - 北一色 - 蘇原
  - 加納清田町 - 中屋 - 大佐野
  - 岐阜駅 - 蘇原 - 美濃太田
  - 忠節橋南 - 尻毛
- 東美鉄道
  - 御嵩町 - 土岐津
  - 御嵩町 - 鬼岩 - 美濃太田
  - 御嵩町 - 次月温泉
  - 八百津町 - 広見 - 美濃太田
- 武儀自動車 （旧・美濃電気軌道傘下）
  - 新関駅前 - 上之保川合 - 袋坂 - 飛騨金山
  - 新関駅前 - 神淵 - 飛騨金山
  - 新関駅前 - 富之保 - 美濃
  - 新関駅前 - 加茂野駅前 - 伊深
- 美濃自動車 （旧・美濃電気軌道傘下）
  - 高富 - 洞戸 - 板取
  - 高富 - 谷合 - 塩後・神埼　※1925年5月運行開始[10]
  - 高富 - 大矢田 - 美濃駅前
  - 高富 - 伊自良大森
- 根尾自動車
  - 本巣辻屋 - 黒野 - 忠節橋
  - 岐阜駅前 - 黒野 - 雛倉
- ヤワタ自動車商会
  - 飛騨金山駅 - 西和良村美山 - 郡上八幡
- 古池自動車
  - 郡上八幡 - 奥明方
  - 郡上八幡 - 白鳥
- 牧谷バス
  - 美濃 - 牧谷　※1923年5月運行開始[10]
- 神淵自動車
  - 神淵 - 上麻生駅
- 岐阜自動車 （旧・竹鼻鉄道バス部門を分社化）
  - 竹鼻 - 墨俣
  - 穂積　- 北方千歳町
  - 穂積 - 美江寺 - 大垣（沢渡鉄橋経由）
  - 墨俣 - 大薮町
  - 岐阜駅 - 鶉 - 日置江村 - 墨俣
  - 岐阜駅 - 関 - 美濃 - 郡上八幡
- 岐垣鉄道組合
  - 岐阜 - 大垣（岐垣国道経由）
- 小沢長三郎[注 1]
  - 長瀬駅 - 根尾村高尾

## 営業所

### 現在の営業所
- 岐南営業所（最寄停留所：岐南営業所。岐阜バス観光発足時に定期部門を切り離したが定期の岐阜と観光の岐南を統合して再び複合営業所になる）
  - 所在地：羽島郡岐南町平成一丁目135
- 岐阜西営業所（岐阜南営業所として岐阜東営業所から移転。岐南営業所発足時に改名。最寄停留所：岐阜流通センター）
  - 所在地：岐阜市柳津町流通センター二丁目1-1
- 柿ヶ瀬営業所（元・岐阜市交通事業部、岐阜北営業所より移転。最寄停留所：南柿ヶ瀬）
  - 所在地：岐阜市南柿ヶ瀬39-1
- 各務原営業所（岐阜、関、美濃加茂の一部を統合して発足。2017年3月31日までは岐阜バスコミュニティに運行委託。最寄停留所：各務西町営業所）
  - 所在地：各務原市各務西町三丁目2-1
- 高富営業所（元・名鉄バス岐阜営業所より引継ぎ。2021年6月1日に現在地に移転。最寄停留所：山県バスターミナル）
  - 所在地：山県市東深瀬697番1
- 美濃営業所（最寄停留所：中濃庁舎。観光の中濃営業所を統合しての複合営業所）
  - 所在地：美濃市生櫛1486-10
- 関営業所（最寄停留所：せき東山）
  - 所在地：関市東町五丁目4-26
- 名古屋営業所
  - 所在地：愛知県北名古屋市山之腰天神東67（観光唯一の独立営業所）

## 運賃・乗車券類

### プリペイドカード
- 1972年（昭和47年）11月 - 岐阜市営バス・名鉄バスの3社共通の回数券を導入した[11]。
- 1997年（平成9年）10年 - 岐阜市内3社共通カードを導入[11] し、路線バスにおいては磁気カードに切り替える形で回数券を廃止している。
- 2006年（平成18年）12月1日 - ICカード乗車券「ayuca」が発売開始[12]。

- 2007年（平成19年）3月31日 - この日をもって磁気式バスカードの発売を終了[12]。
- 2008年（平成20年）3月31日 - この日をもって磁気式バスカード（旧岐阜市営バス/名古屋鉄道・名鉄バスが発行したものを含む）の使用が不可能になり、同年9月30日をもって払い戻しも終了した[13]。
- 2011年（平成23年）9月30日 - 高速名古屋線の回数券が発売終了。同年12月31日最終便まで有効とし、岐阜バス運行便に関してはayucaのみ[14]、名鉄バス運行便はmanacaのみ[14][15] の対応となった。2012年（平成24年）6月30日に払い戻しを終了した[16]。
- 2017年（平成29年）9月9日 - 高速名古屋線が岐阜バス単独での運行に変更される。これに伴い、ICカードの取り扱いがayucaのみとなる[17]。
- 2021年（令和3年）
  - 6月1日 - 高速名古屋線で名鉄バスとの共同運行を再開。名鉄バス運行便では、manacaやTOICA、ICOCAなどの全国交通系ICカードが利用可能となる[18]。
  - 11月30日 - この日をもって、ayucaへのポイント付与を終了した[19]。
- 2022年（令和4年） 
  - 12月10日 - 2024年3月にもayucaをmanacaに移行する見通しと報じられた[20][21]。
  - 12月20日 - 2026年春にもayucaを廃止する見通しと報じられた[22]。
- 2024年（令和6年）3月2日 - manacaを導入[23]。

### 乗車券など
- 230エリアパス
  - 岐阜バスの230円均一区間の全線が1日乗り放題（ただし、快速イオンモール各務原線は対象外）となる乗車券。
  - 1枚600円で、スクラッチ式乗車券とモバイル乗車券の2種類を取り扱っている。スクラッチ式乗車券は岐阜バス定期バス案内所・JR岐阜駅バス案内所・岐阜バス各営業所・岐阜バス旅行センターで発売しており、モバイル乗車券は名鉄の「CentX」や、ジョルダン株式会社の「乗換案内」などのアプリ上で購入することができる。
  - スクラッチ式乗車券の場合、スクラッチの削り間違いについては、削った月日の前の日までであれば手数料を支払った上で交換ができるが、月と日のどちらかを2箇所以上削ってしまった場合は無効となり、交換や払い戻しができなくなるので注意が必要。
- ホリデーパス
  - 土曜日・日祝日と年末年始・お盆の土日祝日ダイヤ運行日に利用可能である、岐阜バスの路線バス全線と一部のコミュニティバスが乗り放題（ただし、岐阜市コミュニティバス・岐南町コミュニティバス全線とイオンモール各務原線、快速イオンモール各務原線は対象外）となる乗車券。
  - 1枚1000円だが、モバイル乗車券だけの取り扱いであり、利用するには「CentX」や、「乗換案内」などのアプリをインストールする必要がある。
- 昼得きっぷ
  - 平日の日中に岐阜バスの路線バス全線（ただし、岐北線・岐阜板取線以外の市町村自主運行バスと、イオンモール各務原線、快速イオンモール各務原線、明治村線、リトルワールド・モンキーパーク線、黒野線の谷汲山発着便は対象外）が乗り放題となる乗車券。
  - バスを降りる時間が平日の10～16時（所定の到着時刻）である場合に利用できる。
  - 1枚500円で、スクラッチ式乗車券とモバイル乗車券の2種類を取り扱っている。スクラッチ式乗車券は岐阜バス定期バス案内所・JR岐阜駅バス案内所・岐阜バス各営業所・岐阜バス旅行センターで発売しており、モバイル乗車券は名鉄の「CentX」や、ジョルダン株式会社の「乗換案内」などのアプリ上で購入することができる。
  - スクラッチ式乗車券の場合、スクラッチの削り間違いについては、削った月日の前の日までであれば手数料を支払った上で交換ができるが、月と日のどちらかを2箇所以上削ってしまった場合や、削った月日の組み合わせが土・休日となっている場合は無効となってしまう。
- 環境定期券（エコ家族割）
  - 土曜日・日祝日と年末年始・お盆の土日祝日ダイヤ運行日に普通通勤定期券を所持する旅客が、定期券区間内を家族と一緒に乗車すると、同伴の家族が大人100円、小人50円で乗車できる制度。
  - 利用するには、降車時に定期乗車券をかざした後、同伴者の人数を申告してその分の料金を現金で支払う。
  - 同伴者の人数制限はない。

## 高速バス

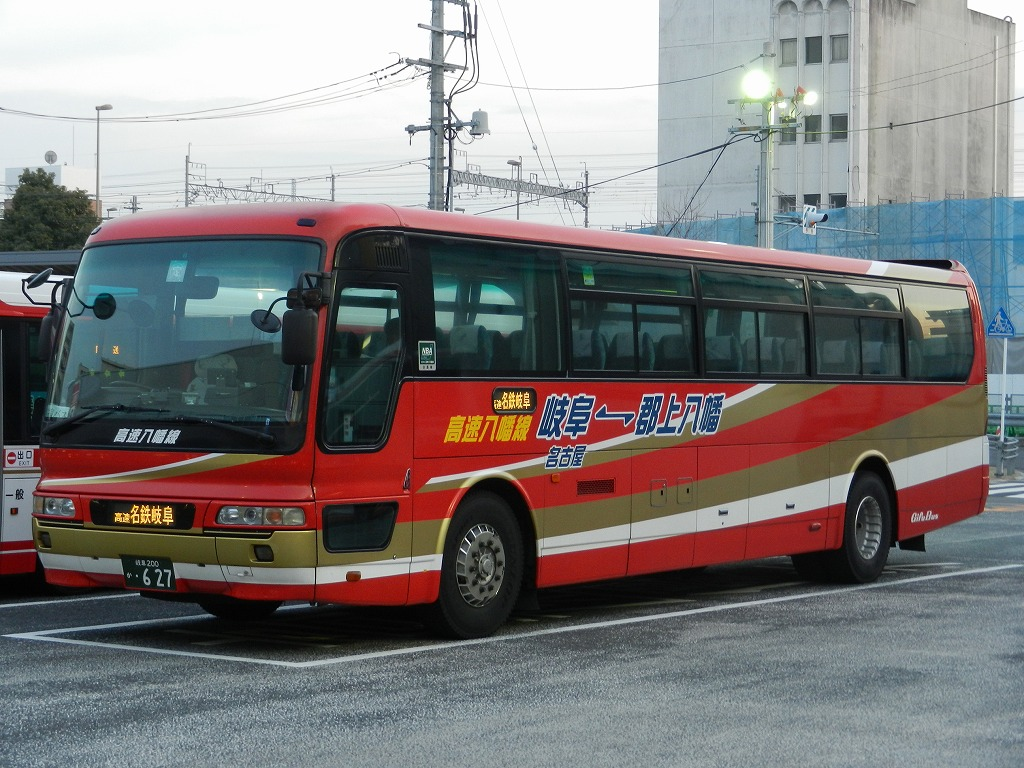
高速八幡線

### 高速名古屋関美濃線
名古屋市にある名鉄バスセンター・栄から名古屋高速・名神高速道路・東海北陸自動車道を通り、関・美濃方面へ運行する近距離高速バスである。

- 名鉄バスセンター - 伏見町 - 錦通本町 - 栄 - 高速各務原 - 赤土坂 - 新田 - 栄町1丁目 - 関シティターミナル - 中有知 - 高速美濃バス停前 - 中濃庁舎
  - 栄・錦通本町・伏見町の各バス停は、名鉄バスセンター行きの場合は降車専用、中濃庁舎行きの場合は乗車専用となる。
  - 一部の便は、栄・錦通本町・伏見町を通過する特急便となっている。
  - 2024年6月30日までは、山県バスターミナル・関テクノハイランドまで運行する便や、途中せき東山、関市役所を経由する便も存在した。
  - TOICA、ICOCA、manacaなどの交通系ICカードの利用も可能ではあるが、岐阜バス発行のICカードayucaは、名鉄バスが担当する便では利用することができない。
  - 担当営業所は美濃営業所と名鉄バス名古屋中央営業所。

### 高速高山線
名鉄岐阜 - 高速各務原 - 高速関 - 高速ひるがの高原 - 高山市役所 - 高山濃飛バスセンター
- 途中の高速各務原と高速関は名鉄岐阜発の場合は乗車専用、高山濃飛バスセンター発の場合は降車専用となる。また、高山市役所は名鉄岐阜発の降車専用のみとなっており、高山濃飛バスセンター発は停車しない。
- トイレ付きの4列シート車両で運行される。ただし、やむを得ずトイレなしの車両で運行される場合は、途中のサービスエリアまたはパーキングエリアでトイレ休憩が取られる。
- 要予約。予約をしていないと、当日に空席がなければ乗車できない。
- 担当営業所は岐南営業所と濃飛バス高山営業所。

### 高速八幡線
岐阜県岐阜市と郡上市を結ぶ昼行高速バスである。当初は岐阜バスコミュニティ八幡が担当していたが、2012年10月から岐阜バス直営路線になった。岐阜バスの発行するICカードayucaをはじめ、manacaやTOICA、ICOCAなどの全国交通系ICカードの利用も可能で、定期券も発売されている。

- JR岐阜 - （名鉄岐阜） - 高速各務原 - 高速関 - 高速美濃 - 高速郡上美並 - 五町神明公園 - 郡上総合庁舎 - 郡上八幡城下町プラザ - 郡上高校 -  郡上八幡駅
  - 2018年7月2日より中部国際空港駅-名鉄岐阜駅の乗り継ぎおよび岐阜市内の主要観光施設の割引特典付き切符「郡上八幡乗継きっぷ」を発売[26][27]。
  - 2019年9月30日までは郡上八幡から先の郡上白鳥まで運行する便も存在した。
  - 運賃はかつて運行されていた一般道経由の八幡線と同水準である。
  - 担当営業所は美濃営業所。

路線沿革
- 2008年10月1日 - 白鳥系統の岐阜行最終便が休日運行日に限り、渋滞回避のため一般道経由となる。一般道経由の八幡線が美濃で岐阜美濃線と美濃八幡線に分割されたため、本路線が岐阜と郡上を直結する唯一の路線となった。
- 2009年4月1日 - 朝に美濃始発岐阜行の便が新設される。
- 2010年4月1日 - 土休日の1便で行われていた一般道迂回運転を廃止。
- 2011年4月1日 - 長良川温泉発着を廃止。
- 2012年10月1日 - 岐阜バスコミュニティ八幡の廃業に伴い、岐阜バスの直営路線となる。
- 2019年10月1日 - この日をもって白鳥系統を廃止。また、この日から平日・休日で異なるダイヤとなる。
- 2024年10月1日 - この日をもって岐阜バスターミナルが廃止されたため、朝に1便運行されている名鉄岐阜（ロフト前降車場）を経由する便以外は名鉄岐阜で乗降することができなくなった。併せて、ホテル郡上八幡の営業停止に伴い、ホテル郡上八幡~郡上八幡駅間も廃止された。

2012年9月までのルート
- 岐阜 - 八幡系統
  - 岐阜バスターミナル - JR岐阜駅バスターミナル - 高速各務原 - 高速関 - 高速美濃 - 高速郡上美並 - 郡上大橋 - 八幡城南町 - 八幡栄町 - 八幡日吉町 - 八幡愛宕町・慈恩禅寺前 - 愛宕公園前 - 郡上高校前 - 郡上総合庁舎 - 八幡営業所
- 岐阜 - 白鳥系統
  - 岐阜バスターミナル - JR岐阜駅バスターミナル  - 高速郡上美並 - 八幡営業所 - 高速郡上大和 - 郡上北消防署前（郡上市国保白鳥病院・鷲見病院最寄バス停） - 郡上市白鳥庁舎 - 郡上白鳥

### 高速名古屋白川郷線
- 名鉄バスセンター - 高速各務原 - 高速関 - 高速ひるがの - 白川郷（萩町）
  - 2019年4月に郡上八幡城下町プラザ、桜の郷荘川、牧戸、平瀬温泉の停留所を廃止。
  - 2024年7月に鳩ヶ谷（役場前）の停留所を廃止。名鉄バスセンター - 白川郷（萩町）の運行となる。
  - 要予約。当日に空席がない場合は乗車できない。
  - 担当営業所は美濃営業所。

### 高速名古屋郡上ひるがの線
- 名鉄バスセンター - 高速各務原 - 高速関 - 高速美濃 - 高速美並 - 郡上八幡城下町プラザ - 牧歌の里 - ひるがの高原スキー場（ひるがのピクニックガーデン）
  - 以前は高速名古屋郡上八幡線の路線名称で郡上八幡城下町プラザ発着でで運行していたが、2022年8月6日からひるがの高原スキー場へ延伸し、路線名称も改めた。
  - 高速名古屋郡上八幡線時代は1日2往復運行されていたが、延伸に伴って利用が少ない1往復が廃止され、現在は1日1往復の運行である。
  - 要予約。予約をしていないと、当日に空席がなければ乗車できない。
  - 担当営業所は美濃営業所。

### 高速新宿線
- 名鉄岐阜 - 関シティターミナル - 美濃太田駅（北口） ⇔ 新宿南口（バスタ新宿）
  - 小田急ハイウェイバスとの共同運行。
  - 関シティターミナルと美濃太田駅は名鉄岐阜発の場合は乗車専用、新宿南口発の場合は降車専用となる。
  - 独立3列シートのトイレ付き車両が使用される。岐阜バス運行便は専用車両が使用されるが、車両都合で4列シートのトイレ付き車両が使用される場合がある。そのような場合には、4列シート車割引が適用され、事前に乗車券を購入していた場合は乗車当日に差額分が現金で返金される。
  - 要予約。予約をしていないと、当日に空席がなければ乗車できない。
  - 2007年（平成19年）9月1日から2017年3月31日までの間、岐阜バス観光が運行していた[注 2]。
  - 担当営業所は岐南営業所と小田急ハイウェイバス世田谷営業所。

## 一般路線バス
- 2007年3月29日、JR岐阜駅バスターミナルの運用が開始され、全路線のJR岐阜乗り入れ・時刻変更がなされた。2015年10月1日には、一部の路線でJR岐阜バスターミナルを発着とする運行体系として再編された[28]。
- かつては市内線と郊外線に大きく分類され、岐阜市から郊外への路線バスの大部分は新岐阜バスセンター（現・岐阜バスターミナル）を発着点としていた。また、市内線には路線名に由来する平仮名の記号が付けられ、各方面ごとに緑、青、赤、紫等に色分けをしていたが、2008年4月1日から主要経由地別に新しく8つの幹線＋支線系統を表す『アルファベット＋2桁の数字』または『アルファベット』に変更され[29]、2022年10月からは幹線数は9つに増加している。（後述）

### 行先表示の番号制
行先表示の番号制は、JR東海岐阜駅（JR岐阜駅バスターミナル）あるいは名古屋鉄道（名鉄）名鉄岐阜駅（名鉄岐阜のりば）を経由もしくは発着点とする路線が対象となる（市内ループ線・高速バスを除く）。路線をJR岐阜駅・名鉄岐阜駅を中心にして8つの幹線に分類し、幹線をアルファベットで示す。2桁の数字のうち十の位は、各幹線から枝分かれする停留所の番号を示す。最後の一の位は支線の行き先を示す。岐阜駅・名鉄岐阜駅行きの場合は、各幹線のアルファベットのみで表示される。2008年の番号制開始当初は8つの幹線であったが、2022年10月から尾崎団地線が東金宝町、競輪場前経由に運行経路変更されたことにより、9つめの幹線が設定された。
N：長良（長良橋通り）（Nagara）
- JR岐阜－(1)今沢町－(2)岐阜公園歴史博物館前－(3)鵜飼屋－(4)長良北町－(5)下岩崎－(6)三田洞（みたほら）－(7)岐北厚生病院前－(8)高富

K：金華（金華橋通り）（Kinka）
- JR岐阜駅－(1)市民会館・裁判所前－(2)市役所・メディアコスモス西－(3)早田（そうでん）東町－(4)岐阜メモリアルセンター前－(5)長良八代公園前

C：忠節（忠節橋通り）（Chusetsu）
- JR岐阜駅－(1)西野町－(2)－(3)忠節－(4)則武－(5)正木北－(6)岐阜大学－(7)岐阜大学病院

O：大縄場（Ohnawaba）
- JR岐阜駅－(1)都通り1丁目－(2)－(3)大縄場大橋西－(4)－(5)島大橋東－(6)曽我屋－(7)北学園前－(8)イオンタウン本巣

G：鏡島・河渡（Kagashima）
- JR岐阜駅－(1)鍵屋－(2)－(3)森屋－(4)－(5)鏡島（かがしま）弘法前－(6)河渡（ごうど）

W：西加納（West）
- JR岐阜駅－(1)加納新本町－(2)－(3)加納竜興町－(4)－(5)六条大溝町－(6)鶉ターミナル

E：東加納（East）
- JR岐阜駅－）(1)加納桜道－(2)茜部（あかなべ）小学校前－(3)－(4)－(5)－(6)－(7)下佐波

B：梅林（Bairin）
- JR岐阜駅－(1)梅林公園前－(2)－(3)岐阜日産前－(4)－(5)北一色－(6)日野橋－(7)長山－(8)小屋名

T：東栄町（Toueichou）
- JR岐阜駅－(1)－(2)－(3)不明－(4)－(5)不明－(6)イオンモール各務原

2022年10月に新設された幹線。快速イオンモール各務原線が運行されているルートの一部（JR岐阜駅 - 土山）に運行経路が変更された尾崎団地線が加わることにより、新たな幹線として設定された。

### 岐阜市・岐南町路線

#### 市内ループ線

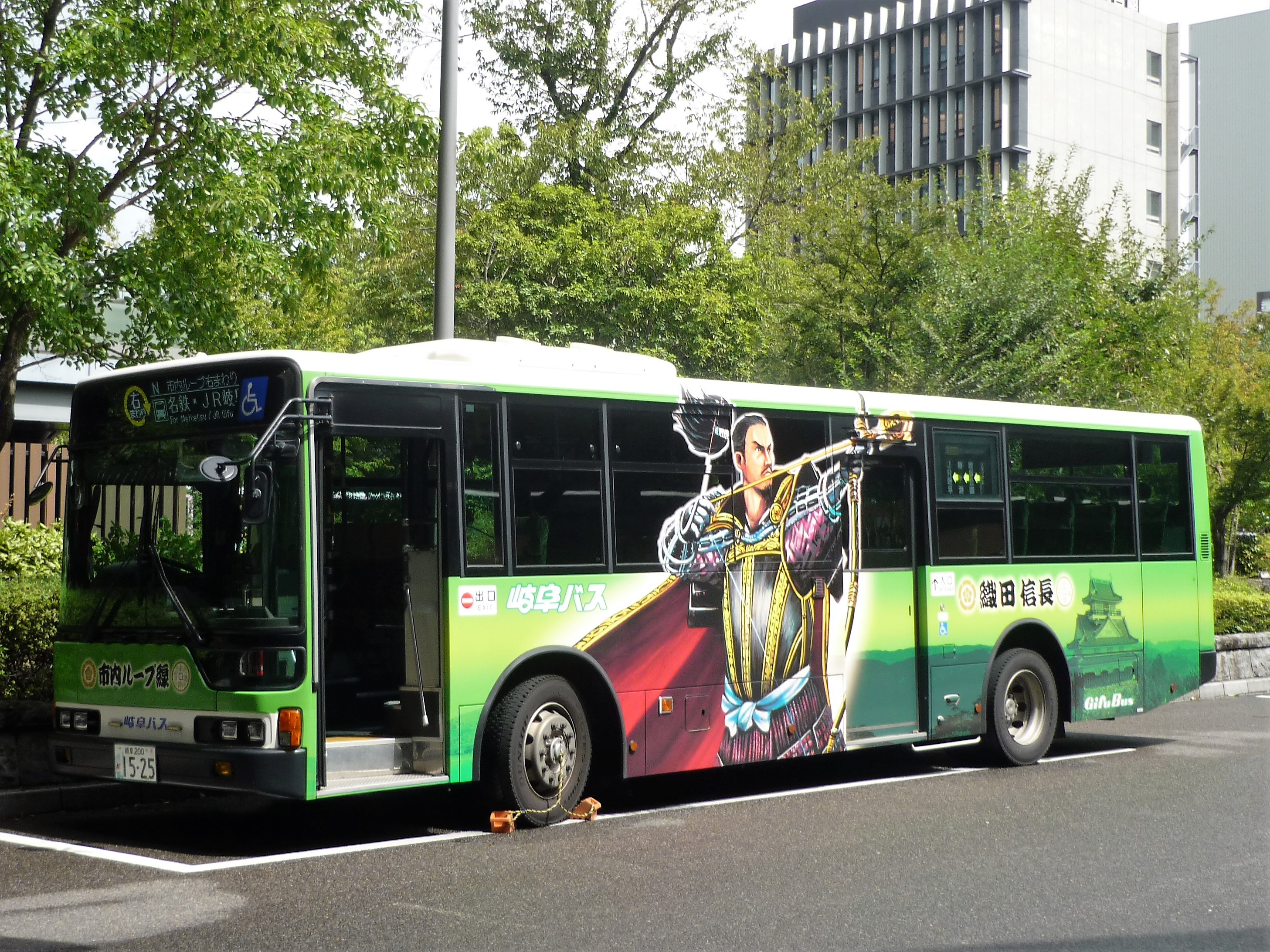
車体に織田信長のイラストが貼られた2代目市内ループ線バス（JR岐阜駅バスターミナルにて）

旧市営市内じゅんかん線が系統変更を行った路線。岐阜バスにも市内循環線があったが、こちらに統合された。
- JR岐阜 - 名鉄岐阜 - 柳ヶ瀬 - （岐阜市役所・メディアコスモス） - 市役所・鶯谷高校口 - 岐阜公園・岐阜城 - 長良川国際会議場北口 - 岐阜メモリアルセンター北 - 簡易保険前 - 正木マーサ前 - 忠節橋 - 西野町 - ぎふしんフォーラム・裁判所前 - 金華橋通り柳ヶ瀬 - JR岐阜
  - 上記の経路の正順が左回りで、逆順が右回りである。
  - 名鉄岐阜は左回りの場合は乗車専用、右回りの場合は降車専用となる。
  - 岐阜市役所・メディアコスモスには、岐阜市役所新庁舎が開庁した2021年5月6日より乗り入れを開始[33]しており、9時から17時頃の便が乗り入れる。
  - 2012年7月16日より2代目専用車として三菱ワンステップ車8台が導入され、2015年に1台増車された。これらは織田信長のイラストをあしらい、車内には武家屋敷風の格子天井の装飾を施して座席にハイバックシートを装備した「信長バス」となっている[34]。その後2019年より3代目専用車の三菱ノンステップ車（信長バス仕様）が導入されて2012年導入のワンステップ車を置き換えた[35][注 3]。
  - 2024年4月時点では市内ループ線の減便に伴ってワンステップ・ノンステップ車各1台が削減され、ノンステップ車7台を中心とした運行となっている[36][注 4]。ただし、代車として一般車で運行されることもある。
  - 2014年4月1日より、車両前面の行先表示機が従来の「市内ループ右/左回り」に加えて、英語表記（右回りは「City Loop Clockwise」左回りは「City Loop Counter Clockwise」）もされるようになった。さらにその後2014年6月頃から右回りの場合は「名鉄・JR岐阜」、左回りの場合は「JR岐阜」と表記されるようになり、終点バス停が分かりやすくなった。
  - 2017年2月から専用車の行先表示器がフルカラーLEDとなり、左（右）回り・終点バス停表示に加え、具体的な経由地（市民会館方面など）も表示、他の路線で使用されているアルファベット（左まわり:JR、名鉄岐阜〜長良橋「N」、長良橋〜JR岐阜「K」、右まわり:JR岐阜〜西野町「K」、西野町〜名鉄、JR岐阜「N」）も表示されるようになった。
  - 2018年2月から車内の運賃表示器がリニューアルされ、背景色が従来の白あるいは紫（車両の車幅灯点灯時のみ）から黒に変更され、3つ先及び終点バス停を示す案内には英語表記も併記、市内ループ線含む市内均一区間（220円区間）のみを走る路線は整理券番号が0番のみの表示になった。この運賃表示器は市内ループ線で先駆けて導入され、その後同年7月頃までにほぼすべての路線に導入された。
  - 2018年4月1日より左まわり・右まわりをより分かりやすくするため、フルカラーLEDの矢印（左まわり青・右まわり黄）が前方の行き先表示器に表示されるようになった。また、同日より市内ループ線を含む各路線で岐阜公園歴史博物館前バス停、長良川国際会議場北口バス停にて英語によるアナウンスも導入された。[注 5]
  - 2022年頃から一部のバス停にて岐阜バスのキャラクター「あゆり」によるアナウンスが行われている。
  - 2024年4月1日より、従来まで前方の行き先表示に表示していた「市内ループ左（右）まわり」の「左（右）まわり」は省略。「市内ループ」のみの表記になり、右まわり又は左まわりの区別は左側のカラー矢印で区別されるようになった。また、同日より前方の行き先表示の経由地表記も一部変更された。
  - 担当営業所は岐南営業所。

#### 清流ライナー
現行路線
- 【岐阜大学・病院線】 : JR岐阜 - 西野町 - 北高前 - 則武（JR岐阜行きのみ停車） - 正木マーサ前 - 岐阜大学 - 柳戸橋 - 岐阜大学病院（C71）[37]
  - 平日のみの運行。
  - 表示の停留所のみ停車（その他の停留所は通過）。
- 【忠節下岩崎線】　JR岐阜→西野町→北高前→正木マーサ前→長良上天神→長良高見→下岩崎(C50)→三田洞→岐北厚生病院前→高富北町→高富→山県バスターミナル(C80)  平日のみ運行。表示の停留所のみ停車(その他の停留場は通過)
- 【下岩崎線】[33] 山県バスターミナル → 高富 → 高富北町 → 岐北厚生病院 → 三田洞 → 清流ライナー岩崎 → 下岩崎（N50清流） - 長良北町 - 岐阜公園・岐阜城 - 市役所･鶯谷高校口 - （岐阜市役所・メディアコスモス） - 柳ヶ瀬 - 徹明町 - 名鉄岐阜 - JR岐阜（N）
  - 平日にJR岐阜行きが2便、下岩崎行きが1便運行されており、JR岐阜行きの1便目は清流ライナー岩崎から、2便目は山県バスターミナルから運行を始める。
  - 岐阜市役所･メディアコスモスには、JR岐阜行きの1便目以外が立ち寄る。
  - 本町3丁目 - 山県バスターミナル間では快速運転を行っており、岐阜高富線や岐阜板取線などの線区の当該区間と比べて、停車する停留所数が少ない。
- 【市内ループ線】[33] JR岐阜 → 名鉄岐阜 → 金宝町 → 徹明町 → 柳ヶ瀬 → 商工会議所 → 今沢町→ 岐阜市役所・メディアコスモス → 市役所・鶯谷高校口 → 伊奈波通り → 本町3丁目 → 岐阜公園・岐阜城 → 長良橋南・川原町 → 岐阜メモリアルセンター前 → 北高前 → 西野町 → 金華橋通り柳ヶ瀬 → JR岐阜（左回りのみ）
  - 2012年8月5日に交通社会実験として運行開始。10月28日の実験終了後、11月3日より土・日・祝日に1日4便運行している。
  - 上記に記載されたバス停でのみ乗降可能。
  - 2021年9月4日より運休している。

概要
| 「清流ライナー」 |  | 客室 |
| 「清流ライナー」 |  | 客室 |

2010年2月27日の岐阜新聞において、「2010年度に連節バス2台導入の予定」と報道された。事前協議が不十分な状態での導入表明について、一部岐阜市議会議員から異論もあったものの、同年3月24日の岐阜市議会総務委員会において可決され、連節バス導入が決定した。
導入された車両は、日本では神奈川中央交通や京成バスにおいて導入実績のあるメルセデス・ベンツ・シターロGで、今回は2台導入され、当該車両は日本においては関東地方以外で初の導入事例となる。
車両愛称は長良川にちなんだ「清流ライナー」と命名され、2011年3月27日に出発式が行われた。岐阜大学・病院線の直行便で運用される。2011年3月28日から31日（岐阜大学休校日）までの毎日と4月1日から5月8日までの土曜・日曜・祝日には、「連節バスぐるり体験乗車」として、JR岐阜から正木方面を一方循環してJR岐阜へ戻る特別ダイヤが1日7本設定された。途中乗降はできず、運賃は300円であった。
2011年10月1日のダイヤ改正で、「西野町」「北高前」「正木マーサ前」に新たに停車する急行便が設定された。また2012年8月5日から10月28日まで、交通社会実験として「清流ライナー市内ループ線（通常の「市内ループ線」とはダイヤや停留所が異なる）」に投入された。「清流ライナー市内ループ線」は社会実験終了後の11月3日より、土・日・祝日の運行に切り替わった。
2014年3月28日からは、新たに導入した2台を新路線となる「清流ライナー下岩崎線」に導入している。
2016年度には、車両外観・内装を水戸岡鋭治がデザインしたものにリニューアル。フルカラーLEDの行先表示器を搭載した車両も登場した。
2017年4月27日、全車両がラグビーワールドカップ2019開催記念ナンバープレートへ交換された。
車両故障等の都合により、通常車両に変更されることもある。
担当営業所は柿ヶ瀬営業所。

#### 松籟加納線
- 松籟（しょうらい）団地（N43）[30] - 長良高校前 - 長良北町 - 岐阜公園・岐阜城 - 市役所・鶯谷高校口 - 柳ヶ瀬 - 名鉄岐阜 - JR岐阜 - 加納桜道 - 加納駅前 - 下川手（E18） - 名鉄岐南駅東 - 岐南町役場 - 岐南営業所（E15）
- 松籟団地（N43） - 長良高校前 - 長良北町 - 岐阜公園・岐阜城 - 市役所・鶯谷高校口 - 柳ヶ瀬 - 名鉄岐阜 - JR岐阜 - 加納桜道 - 加納駅前 - 下川手（E18） - 東川手（E19） - 岐南営業所（E17）
  - 2021年5月6日から2022年9月30日まで、9時台から17時台の便を中心に岐阜市役所・メディアコスモスへ乗り入れていた。
  - 担当営業所は岐南営業所。

#### 忠節長良線
- おぶさ（C31） - 長良高校 - 長良北町 − 長良川国際会議場北口（C33） - 岐阜メモリアルセンター前 - 県岐商前 - 忠節 - 西野町 - 千手堂 - 西問屋町 - JR岐阜（C）
  - 平日のみの運行。
  - 担当営業所は岐南営業所。

#### 岐南町線
- 岐阜大学病院（N37） - 岐阜大学 - 正木北 - さぎ山東 - 岐阜メモリアルセンター北 - 長良川国際会議場北口 - 岐阜公園・岐阜城 - 市役所･鶯谷高校口 - 柳ヶ瀬 - 名鉄岐阜 - JR岐阜（N） - 加納桜道 - 加納駅 - 領下 - 岐南町三宅（E16）
  - かつて、鵜飼屋 - さぎ山東間は県道78号線を経由して運行していたが、途中の狭隘路を避けるため、2025年度から長良川国際会議場北口経由（途中の北消防署まで市内ループ線と同じ経路）に変更された。
  - 担当営業所は岐南営業所。

#### 茜部三田洞線
- 三田洞団地（N61） - 三田洞自動車学校口 - 三田洞 - 下岩崎 - 長良北町 - 岐阜公園・岐阜城 - 市役所･鶯谷高校口（N11） - 柳ヶ瀬 - 名鉄岐阜 - JR岐阜（E） - 城南通り - 茜部小学校 - 津島神社前 - 西鶉 - 下佐波（E70） - カラフルタウン（E76）・もえぎの里（E72） - 高桑（E71）
- 三田洞団地（N61） - 三田洞自動車学校口 - 三田洞 - 下岩崎 - 長良北町 - 岐阜公園・岐阜城 - 市役所･鶯谷高校口（N11）- 柳ヶ瀬 - 名鉄岐阜 - JR岐阜 - 加納新本町 - 六条大溝町 - 鶉ターミナル - 岐阜流通センター - 岐阜聖徳学園大学（W67）
  - 2017年4月1日改正で三田洞自動車学校口 - 三田洞自動車学校間を廃止。
  - 担当営業所は岐阜西営業所。

#### おぶさ墨俣線
- おぶさ（N41）[30]・ 長良医療センター（N40） - 長良高校 - 長良北町 - 岐阜公園・岐阜城 - 市役所・鶯谷高校口 - 柳ヶ瀬 - 名鉄岐阜 - JR岐阜（N・W） - 加納新本町 - 六条大溝町 - 鶉ターミナル - 墨俣（W65）・岐阜流通センター - 岐阜聖徳学園大学（W67）
- 三田洞団地 → 三田洞自動車学校口 → 三田洞 → 下岩崎 → 長良北町 → 岐阜公園・岐阜城 → 市役所・鶯谷高校口 → 柳ヶ瀬 → 名鉄岐阜 → JR岐阜 → 加納新本町 → 六条大溝町 → 鶉ターミナル → 岐阜流通センター → 岐阜聖徳学園大学（W67）
- JR岐阜 → 名鉄岐阜 → 柳ヶ瀬 → 市役所・鶯谷高校口 → 岐阜公園・岐阜城 → 長良北町 → 長良高校[注 6]
  - 岐阜聖徳学園大学発着系統は平日のみ運行。
  - 平日の朝に、JR岐阜発長良高校止まりの便が1本設定されている（休校日は運休）。
  - JR岐阜で運行を終える区間便の行先番号は、六条大溝町方面からの場合はW、長良北町方面からの場合はNとなる。
  - 終点の墨俣（すのまた）バス停は大垣市（旧墨俣町）にあるため、2007年10月1日に岐垣線（岐阜流通センター - 大垣駅前 - 大垣スイトピアセンター）が名阪近鉄バスに移管された後、岐阜バスでは唯一大垣市に乗り入れる路線となっている。
  - 担当営業所は岐阜西営業所。

#### 黒野線
- 本巣公民館（C47） - 二軒屋 - 御望野（ごもの・C45） - 黒野病院 - 黒野仲町 - 折立平野総合病院 - 則武本郷 - 則武 - 忠節 - 西野町 - ぎふしんフォーラム・裁判所前 - 金華橋通り柳ヶ瀬 - JR岐阜（K）
- 西秋沢（C46） - 宝珠ハイツ（C48）- 宝珠 - 御望野（C45） - 黒野病院 - 黒野仲町 - 折立平野総合病院 - 則武本郷 - 則武 - 忠節 - 西野町 - ぎふしんフォーラム・裁判所前 - 金華橋通り柳ヶ瀬 - JR岐阜（K）
- 谷汲山（C49） -  道の駅織部の里もとす - 二軒屋 - 御望野 - 黒野病院 - 黒野仲町 - 折立平野総合病院 - 則武本郷 - 則武 - 忠節 - 西野町 - ぎふしんフォーラム・裁判所前 - 金華橋通り柳ヶ瀬 - JR岐阜（K）
  - 谷汲山系統は毎月18日のみ運行[46]。
  - 平日朝2本の宝珠ハイツ発JR岐阜行きは新快速便となっており、忠節からJR岐阜までノンストップで運行する。
  - 2019年9月30日まで、御望野を通らず、中2丁目・西郷を経由して本巣市役所（現：本巣公民館）に向かう便が平日に2往復運行されていた。
  - 2020年9月30日までは岐阜市役所（現：今沢町）まで長良橋通りを経由していたが、岐阜市役所新庁舎の道路整備のため、同年10月1日から金華橋通り柳ヶ瀬経由（途中の則武まで市内ループ線と同じ経路）に変更された。
  - かつて、名鉄・JR岐阜から御望野まで、料金倍額の深夜バス（土休日運休）が運行されていた。
  - 担当営業所は柿ヶ瀬営業所。

#### 加納島線
- 旦の島（K18） - 則武新屋敷 - 大福町5丁目 - 忠節 - 西野町 - ぎふしんフォーラム・裁判所前 - 金華橋通り柳ヶ瀬 - 名鉄岐阜 - JR岐阜（K） - 加納桜道 - 城南通り - 加納高校 - 産業会館 - 江添 - 県庁（E31） - OKBふれあい会館（E32)
  - 土休日の旦の島発の1便目と2便目は県庁で運行を終える。また、旦の島行きの1便目から3便目は県庁から運行を始める。
  - かつては城南通りではなく、加納新本町を経由する便も存在した。
  - 担当営業所は柿ヶ瀬営業所と岐阜西営業所。

#### 加納南線
- 南柿ヶ瀬（K35） - 則武新屋敷 - 近の島 - 忠節 - 岐阜赤十字病院 - 早田東町 - 金華橋 - ぎふしんフォーラム・裁判所前 - 金華橋通り柳ヶ瀬 - 名鉄岐阜 - JR岐阜 - 加納桜道 - 南陽町加納高校前 - 茜部菱野 - 岐阜保健大学（E13）
- JR岐阜 → （この間無停車） → 岐阜保健大学[注 6]
  - 平日の朝に、JR岐阜から岐阜保健大学へ直行で向かう便が1本存在する（休校日運休）。また、南柿ヶ瀬行きの最終便はJR岐阜から運行を始める。
  - 2005年4月に岐阜市交通局から路線を譲り受けた。岐阜市交通局から譲渡された時点では、南柿ヶ瀬~茜部菱野間及びJR岐阜駅南口 - 東洋健康ランド（後の東鶉）の運行であった。
  - 2010年9月まで、途中の忠節で分岐して日光事務所まで向かう支線が存在（日光事務所行きの系統番号はK36）していた。また2022年9月まで、岐阜保健大学より400m程北にある東鶉まで路線が伸びていた。
  - 担当営業所は柿ヶ瀬営業所。

#### 鏡島市橋線
- 市橋（K15） - 森屋 - 市民病院 - 福祉センター保健所前 - 西野町 - ぎふしんフォーラム・裁判所前 - 金華橋通り柳ヶ瀬 - 名鉄岐阜 - JR岐阜（W）- 加納新本町 - 県美術館 - 市橋（W15）
  - 2017年4月1日改正で西岐阜駅を経由する便は廃止となった。
  - 担当営業所は岐阜西営業所。

#### 岐阜聖徳学園大線
- 水海道（B53） - 富田学園（B52）- 長森中学校 - 北一色 - 梅林公園 - 徹明町 - 名鉄岐阜 - JR岐阜（B・W） - 加納新本町 - 六条大溝町 - 鶉ターミナル - 岐阜流通センター（W66） - 岐阜聖徳学園大学（W67）- 県自動車会館（W68）
  - 平日の朝に、富田学園止まりの便（B52）が1本だけ設定されている（休校日は運休）。
  - JR岐阜で運行を終える区間便の行先番号は、六条大溝町方面からの場合はW、北一色方面からの場合はBとなる。
  - 2020年10月に岐阜聖徳学園大学羽島キャンパス行きスクールバス（貸切）を統合した。
  - 担当営業所は岐阜西営業所。

#### 岐阜大学・病院線
- 【快速】JR岐阜 → 西野町 → 北高前 → 岐阜大学病院 → 岐阜大学（C72）
- 【直行】JR岐阜 → 岐阜大学 → 岐阜大学病院（C72）
  - 一部便は連節バス「清流ライナー」で運転（C71）。岐阜大学休校日は運行ダイヤが一部変更となる[37]。平日のみ運行。
  - 岐阜大学周辺の運行ルートが時間帯により異なる。平日7時台および8時台は岐阜大学病院→柳戸橋→岐阜大学の順、平日9時台は岐阜大学→柳戸橋→岐阜大学病院の順に停車する。なお、いずれの場合も系統番号はC72となる。
- 岐阜大学病院（C70） - 柳戸橋 - 岐阜大学 - 正木北 - 正木マーサ前 - 則武 - 北高前 - 忠節 - 西野町 - 千手堂 - 徹明町 - 名鉄岐阜 - JR岐阜（C）
  - 担当営業所は柿ヶ瀬営業所。

#### 大洞団地線
- 大洞緑団地（B74） - 岐阜清流高等特別支援学校 - 長山 - 日野橋 - 北一色 - 梅林公園 - 徹明町 - 名鉄岐阜 - JR岐阜（B） - 朝日大学病院 - 加納新本町 - JA会館 - 県庁 - OKBふれあい会館（W32）
- 大洞緑団地（N34） - 岐阜清流高等特別支援学校 - 上芥見 - 大蔵台 - 古津 - おぶさ口 - うかいミュージアム - 岐阜公園・岐阜城 - 市役所･鶯谷高校口 - 柳ヶ瀬 - 名鉄岐阜 - JR岐阜（N）
  - 平日朝2本の大洞緑団地発北一色経由JR岐阜行きは新快速便となっており、北一色を出ると徹明町・名鉄岐阜・JR岐阜以外のバス停を通過する。
  - 長良橋・おぶさ口経由は平日の1往復のみの運行である。
  - かつて、名鉄・JR岐阜から大洞緑団地まで、料金倍額の深夜バス（土休日は運休）が運行されていた。なお、この深夜バスは通常便と異なり、途中の岩小学校まで尾崎団地線の経路を走行し、下芥見で通常便の経路と合流していた。
  - 担当営業所は各務原営業所。

#### 曽我屋線
- 山田病院･寺田ガーデン（O37） - 一日市場 - 岐阜市立女子短期大学（O35） - 西中島 - 大縄場大橋西 - 西野町 - ぎふしんフォーラム・裁判所前 - 金華橋通り柳ヶ瀬 - JR岐阜（O）
  - 2010年3月31日までは大縄場大橋を通らず、忠節橋を経由するルートも存在した。
  - 2019年9月30日までは、寺田ガーデンの先の東改田まで路線が伸びていた。なお、早朝及び夜間の東改田発着便は寺田ガーデンに立ち寄っていなかった。
  - 担当営業所は柿ヶ瀬営業所。

#### 西郷線
- 本巣公民館（C38） - 学ケ丘・西郷 - 岐阜特別支援学校（C37）- 松ノ木 - 又丸 - 下尻毛 - 島消防署前 - 忠節 - 西野町 - 千手堂 - 名鉄岐阜 - JR岐阜（C）
  - 元々は下尻毛まで大野忠節線と同経路を走行した後、上尻毛、桑山を経由していたが、尻毛・西郷・北野地区の県道173号線の狭隘路を避ける観点から2022年10月から運行経路が変更された。また新たな需要を喚起するため、本巣市役所（現：本巣公民館）まで路線が延長された。
  - 2010年9月までは則武本郷を経由する便が存在した（晩年は西郷発のみ）。
  - 担当営業所は柿ヶ瀬営業所。

#### 加野団地線
- 三輪釈迦（N33）  - 千疋口 - 福富 - 加野団地 - 大蔵台 - 古津 - おぶさ口 - （岐阜グランドホテル） - うかいミュージアム - 岐阜公園・岐阜城 - 市役所・鶯谷高校口 - 柳ヶ瀬 - 名鉄岐阜 - JR岐阜（N）
- 岩井山かさ神（N32） - 加野団地 - 大蔵台 - 古津 - おぶさ口 - うかいミュージアム - 岐阜公園・岐阜城 - 市役所・鶯谷高校口 - 柳ヶ瀬 - 名鉄岐阜 - JR岐阜（N）
- 岐阜ファミリーパーク（N35） - 福富 - 加野団地 - 大蔵台 - 古津 - おぶさ口 - うかいミュージアム - 岐阜公園・岐阜城 - 市役所・鶯谷高校口 - 柳ヶ瀬 - 名鉄岐阜 - JR岐阜（N）
- 三輪釈迦（C32） - 千疋口 - 福富 - 加野団地 - 大蔵台 - 古津 - おぶさ口 - 長良高校前 - 長良北町 - 岐阜メモリアルセンター前 - 県岐商前 - 北高前 - 忠節 - 西野町 - 千手堂 - 西問屋町 - JR岐阜（C）
  - 忠節経由は平日の1往復のみの運行（休校日運休）となっており、名鉄岐阜には止まらない。
  - 岩井山かさ神発着便は平日に1往復、岐阜ファミリーパーク発着便は土休日に2往復運行される。
  - 岐阜グランドホテルは三輪釈迦行きの一部の便が経由する。
  - 担当営業所は美濃営業所。

#### 三田洞線
- 粟野西5丁目（K55） - 戸羽川 - 下岩崎 - 長良八代公園（K50） - 長良平和通り - （長良川国際会議場） - 岐阜メモリアルセンター正門前 - 金華橋 - ぎふしんフォーラム・裁判所前 - 金華橋通り柳ヶ瀬 - JR岐阜（K）
  - 早朝・深夜は、長良川国際会議場に立ち寄らない。
  - 2017年4月1日改正で戸羽川 - 三田洞団地と粟野西5丁目 - 彦坂真生寺の区間が廃止となった。
  - 担当営業所は高富営業所。

#### 城田寺団地線
- 城田寺団地（K49） - 打越 - さぎ山東 - 岐阜メモリアルセンター正門前 - 金華橋 - ぎふしんフォーラム・裁判所前 - 金華橋通り柳ヶ瀬 - JR岐阜（K）
- 正木マーサ前 → 城田寺団地 → 打越 → さぎ山東 → 簡易保険前 → 正木マーサ前[注 6]
  - JR岐阜発着便は朝と夕方に運行され、循環系統は日中に運行される。
  - 2015年度までは、忠節経由（正木マーサまで市内ループ線と同じ経路を走行）と長良北町経由（長良天神まで岐阜高富線と同じ経路を走行し、北警察署まで岐阜環状線を走行する）の2系統体制で運行されていた。
  - 担当営業所は柿ヶ瀬営業所。

#### 岐阜日野線
- 日野西（B65） - 日野本郷 - 日野橋 - 北一色 - 梅林公園 - 徹明町 - 名鉄岐阜 - JR岐阜（B） 
  - 終点の日野西には折り返し設備がないため、一つ手前のJAぎふ日野支店との間の経路並びに所要時間が、JR岐阜行きと日野西行きとで異なる。
  - 担当営業所は各務原営業所。

#### 忠節下岩崎線
- JR岐阜（C） - 西野町 - 北高前 - 則武（JR岐阜行きのみ停車） - 正木マーサ - 長良上天神（下岩崎方面行きのみ停車） - 長良高見 - 下岩崎（C50） - 清流ライナー岩崎（JR岐阜行きのみ停車） → 三田洞 → 岐北厚生病院 → 高富北町 → 高富 → 山県バスターミナル（C80） 
  - 2025年度から運行を始めた路線。岐阜大学・病院線や黒野線の補完としての利用に加え、忠節地区と長良地区を結ぶことで通学の利便性向上を狙っている。
  - 平日に2往復運行され、JR岐阜発の1便目は山県バスターミナル行きとして運行される。
  - 快速運転を行っており、上記の経路に記載した停留所のみ乗降可能である。
  - 担当営業所は柿ヶ瀬営業所。

### 本巣市・瑞穂市・北方町・大野町方面

#### 大野忠節線
- 大野バスセンター（C39） - 黒野八幡町 - 政田 - 上真桑 - 北方バスターミナル（C34） - 岐阜農林高校北 - 下尻毛 - 島消防署前 - 忠節 - 西野町 - 千手堂 - 名鉄岐阜 - JR岐阜（C）
- パレットピアおおの（C35） - イオンタウン本巣 - 政田 - 上真桑 - 北方バスターミナル（C34） - 岐阜農林高校北 - 下尻毛 - 島消防署前 - 忠節 - 西野町 - 千手堂 - 名鉄岐阜 - JR岐阜（C）
  - 名鉄揖斐線の廃止代替バスに相当する。
  - イオンタウン本巣の所在地にはかつてリバーサイドモールという大型商業施設があり、2000年のリバーサイドモールの開業に伴って当地へバスが運行されるようになった。詳細はイオンタウン本巣・リバーサイドモールの各項を参照。
  - 2018年7月11日より、イオンタウン本巣発着の路線が道の駅パレットピアおおのまで延長されている。[47]
  - 昭和時代はこの路線の一部が樽見車庫（旧根尾村の中心部、現在の樽見鉄道樽見駅付近。現本巣市市営バス樽見車庫）まで運行されており、さらにここを始発として旧徳山村・根尾能郷方面へ向かう岐阜バスの別路線と接続していた。
  - かつて、JR・名鉄岐阜から北方バスターミナルまで、料金倍額の深夜バス（土休日は運休）が運行されていた。
  - 担当営業所は柿ヶ瀬営業所。

#### モレラ忠節線
- 大野バスセンター（C30） - 黒野八幡町 - 糸貫公民館･モレラ南口 - モレラ岐阜（C36） - 高砂町 - 北方バスターミナル - 岐阜農林高校北 - 下尻毛 - 島消防署前 - 忠節 - 西野町 - 千手堂 - 名鉄岐阜 - JR岐阜（C）
  - 平日朝2本の大野バスセンター発JR岐阜行きは新快速便で、忠節からJR岐阜までノンストップで運行する。逆に、JR岐阜発モレラ岐阜経由大野バスセンター行きは平日16:30発の1本のみで、こちらは各バス停で乗降可能である。
  - 担当営業所は柿ヶ瀬営業所。

#### 真正大縄場線
- 大野バスセンター（O85） - 黒野八幡町 - 下方 - しんせいほんの森 - 宗慶 - アピタ北方前 - 北方バスターミナル（O75） - 曽我屋 - 島大橋東 - 大縄場大橋西 - 福祉センター保健所前 - 千手堂 - 名鉄岐阜 - JR岐阜（O）
- 西濃厚生病院（O82） - イオンタウン本巣（O81） - しんせいほんの森 - 宗慶 - アピタ北方前 - 北方バスターミナル（O75） - 曽我屋 - 島大橋東 - 大縄場大橋西 - 福祉センター保健所前 - 千手堂 - 名鉄岐阜 - JR岐阜（O）
  - 2023年10月1日改正で、イオンタウン本巣系統の一部が西濃厚生病院まで延伸された。
  - 2019年9月30日まで、上真桑を経由する便も運行されていた（北方バスターミナルからみどり公園まで大野忠節線と同じ経路を走行し、JAぎふ真正支店でアピタ北方経由と合流していた）。
  - 担当営業所は柿ヶ瀬営業所。

#### 北方河渡線
- 芝原6丁目（G61）- 岐阜農林高校前 - 北方バスターミナル - 北方柱本 - 高屋 - 高屋太子 - 河渡 - 鏡島精華3丁目 - 市民病院前 - 千手堂 - 名鉄岐阜 - JR岐阜（G） - 加納桜道 - 加納駅前 - 気象台 - 下川手（E18）
  - 下川手系統は平日朝夕1往復のみ運行される。
  - 2020年9月末まで、途中の河渡で分岐し、本田・美江寺を経由して巣南庁舎まで向かう美江寺穂積線が存在した。
  - 担当営業所は柿ヶ瀬営業所。

#### 大野穂積線
- 大野バスセンター - 黒野八幡町 - 糸貫公民館･モレラ南口 - モレラ岐阜 - 高砂町 - 北方バスターミナル - 北方柱本 - 高屋 - 高屋太子 - バロー穂積店 - 別府保育所 - 穂積駅
  - 平日のみ、上記のバス停以外は通過する快速便が運行されている。なお、運行経路は通常便・快速便とも同一である。
  - 担当営業所は快速便は岐阜西営業所で、通常便は柿ヶ瀬営業所。

#### 岐阜高専線
- 岐阜高専（O65） - 高砂町 - 岐阜農林高校前 - 曽我屋 - 島大橋東 - 大縄場大橋西 - 福祉センター保健所前 - 千手堂 - 名鉄岐阜 - JR岐阜（O）
  - 平日のみ運行。
  - この路線は北方町を通るが、北方バスターミナルには立ち寄らない。
  - 担当営業所は柿ヶ瀬営業所。

### 関市・美濃市・山県市方面

#### 岐阜関線
- 岐阜医療科学大学（B83） - せき東山（B81） - 関シティターミナル - 栄町1丁目 - 小屋名 - 関市山田 - 長山 - 日野橋 - 北一色 - 梅林公園 - 徹明町 - 名鉄岐阜 - JR岐阜（B）
- 【特急】せき東山 → 関シティターミナル → 栄町1丁目 → 小屋名 → 関市山田 → 長山 → 下芥見 →（岐阜東バイパス）→ 名鉄岐阜 → 徹明町 → 今沢町→ 市役所･鶯谷高校口
  - 名鉄美濃町線の代替路線として運行されている。
  - 平日の朝の時間帯に、岐阜東バイパス経由の特急便が運行されており、下芥見から名鉄岐阜までノンストップで運行される。
  - 岐阜医療科学大学発着便は休校日を除く平日のみ運行され、休校日はせき東山発着となる。
  - かつて、名鉄・JR岐阜からせき東山まで、料金倍額の深夜バス（土・休日は運休）が運行されていた。
  - 担当営業所は関営業所と美濃営業所。

#### 武義高校線
- 関市山田 → 小屋名 → 小瀬 → 中有知 → 美濃市役所 → 美濃小倉公園
- 中濃庁舎 → 美濃病院 → 美濃市役所 → 道の駅美濃にわか茶屋 → 美濃市駅 → 中有知 → 小瀬 → 小屋名 → 関市山田
  - 休校日を除く平日のみに1往復運行される。
  - 関市山田発は美濃小倉公園行き、関市山田行きは中濃庁舎始発として運行され、美濃病院、美濃市駅方面は関市山田行きのみ経由する。
  - 2024年度までは岐阜美濃線としてJR岐阜から北一色、長山を経由して中濃庁舎までを結んでいた（中濃庁舎行きの系統番号はB87）が、2025年4月の改正で運行区間を関市山田以北のみに短縮し、路線名も改めた。さらに、2008年9月までは、「八幡線」として郡上八幡の城下町を経由して八幡営業所（現：五町神明公園）まで運行していた（八幡営業所行きの系統番号はB88）。
  - 担当営業所は美濃営業所。

#### 関上之保線・上之保関商工線
- 中濃厚生病院 - 関市役所･わかくさプラザ - 関シティターミナル - せき東山 - 岐阜医療科学大学前 - 大平賀 - 神野 - 上日立 - 殿村 - 武儀事務所 - 多々羅 - 武儀生涯学習センター - （上之保温泉） - 船山口 - 上之保事務所 - （日本教）
- 関商工前 - 関高校前 - 関口駅 - せき東山 - 岐阜医療科学大学前 - 大平賀 - 神野 - 上日立 - 殿村 - 武儀事務所 - 多々羅 - 武儀生涯学習センター - 船山口 - 上之保事務所
  - 関市自主運行バスの1路線として運行されている。
  - 先述の岐阜関線と本路線はかつて「岐阜上之保線」（B82）として岐阜駅からの直通便もあったが、分割され別路線となった。
  - 関商工前発着便（上之保関商工線）は平日に1往復だけ運行される。また、上之保事務所 - 日本教間は日曜日に1往復だけ運行される。
  - 平日の上之保事務所発の1便目はせき東山で運行を終える。また、休日の1往復は途中の上之保温泉に立ち寄る。
  - 岐阜医療科学大学前バス停は前述の岐阜関線の岐阜医療科学大学バス停とは異なり、構内ではなく路上での取り扱いとなる。
  - この路線は上之保側を基準としてダイヤが組まれている関係から、平日に武儀生涯学習センターより手前のバス停からその日のうちにバスを利用して上之保方面へ往復する場合には、往復のどちらかは（時間帯によっては往復とも）武儀生涯学習センターから津保川地域巡回バス（一部便は要予約）を利用する必要がある。
  - 担当営業所は関営業所。

#### 岐阜高富線
- 山県バスターミナル（N80） - 高富 - 岐北厚生病院 - 粟野 - 三田洞 - 下岩崎 - 長良北町 - 岐阜公園・岐阜城 - 市役所・鶯谷高校口 - 柳ヶ瀬 - 名鉄岐阜 - JR岐阜（N） - 西問屋町 - 千手堂 - 岐阜市民病院 - 森屋 - 鏡島弘法 - 西鏡島（G51）
- 山県市役所（N75） - 岐北厚生病院 - 三田洞 - 下岩崎 - 長良北町 - 岐阜公園・岐阜城 - 市役所・鶯谷高校口 - 柳ヶ瀬 - 名鉄岐阜 - JR岐阜（N） - 西問屋町 - 千手堂 - 岐阜市民病院 - 森屋 - 鏡島弘法 - 西鏡島（G51）
- 【新快速】山県バスターミナル（N80） - 高富 - 岐北厚生病院 - 粟野 - 三田洞 - 下岩崎 - 長良北町 - （この間無停車） - 名鉄岐阜 - JR岐阜（N）
- 【バイパス経由】山県市役所 → （この間無停車） → 下岩崎 → 長良北町 → 岐阜公園・岐阜城 → 市役所・鶯谷高校口 → 柳ヶ瀬 → 名鉄岐阜 → JR岐阜 → 西問屋町 → 千手堂 → 岐阜市民病院 → 森屋 → 鏡島弘法 → 西鏡島（G51）
- 西鏡島 → 鏡島弘法 → 森屋 → 岐阜市民病院 → 千手堂 → JR岐阜 → 名鉄岐阜 → 柳ヶ瀬 → 市役所・鶯谷高校口 → 岐阜公園・岐阜城 → 長良北町 → 下岩崎（N50）
- 西鏡島 → 鏡島精華3丁目 → 森屋 → 岐阜市民病院 → 千手堂 → JR岐阜 → 名鉄岐阜 → 柳ヶ瀬 → 市役所･鶯谷高校口 → 岐阜公園・岐阜城 → 長良北町 → 下岩崎 → 三田洞 → 粟野 → 岐北厚生病院 → 高富 → 山県バスターミナル（N80）
  - 名鉄鏡島線・名鉄高富線の全区間と岐阜市内線の一部を代替したもので、名鉄バスの岐阜地区からの撤退に伴って路線を引き継いだ。
  - 平日は山県バスターミナル - JR岐阜間の新快速便（長良北町までの各停留所と名鉄岐阜に停車）が運行されている。また、平日の山県市役所発の1便目と2便目は国道256号線のバイパス経由となっており、山県市役所を出ると途中の下岩崎までノンストップで運行される。
  - 下岩崎行きは平日の朝のみ運行。また、平日の西鏡島発の最終は鏡島弘法を経由せず、鏡島精華3丁目経由として運行される。
  - かつて、JR岐阜から山県バスターミナルまで、料金倍額の深夜バス（日祝日は運休）が運行されていた。
  - 担当営業所は高富営業所と岐阜西営業所。

#### 岐阜女子大線
- 岐阜女子大学（N73） - 岐北厚生病院 - 粟野 - 三田洞 - 下岩崎 - 長良北町 - 岐阜公園・岐阜城 - 市役所・鶯谷高校口 - 柳ヶ瀬 - 名鉄岐阜 - JR岐阜（N） - 千手堂 - 岐阜市民病院 - 森屋 - 鏡島弘法 - 西鏡島（G51）
  - 担当営業所は高富営業所。

#### 高美線
- 中濃庁舎（N72） - 日本トムソン - 大矢田 - 武芸八幡 - 武芸川温泉 - 三輪釈迦 - 北野 - 岐阜女子大学 - 岐北厚生病院 - 粟野 - 三田洞 - 下岩崎 - 長良北町 - 岐阜公園・岐阜城 - 市役所･鶯谷高校口 - 柳ヶ瀬 - 名鉄岐阜 - JR岐阜（N）
  - 担当営業所は美濃営業所。

#### 岐北線
- 谷合（N85） - 徳永口 - 佐野 - 美山中学校 - 岩佐 - 焼橋 - 山県バスターミナル - 高富 - 岐北厚生病院 - 粟野 - 三田洞 - 下岩崎 - 長良北町 - 岐阜公園・岐阜城 - 市役所･鶯谷高校口 - 柳ヶ瀬 - 名鉄岐阜 - JR岐阜（N） - 西問屋町 - 千手堂 - 岐阜市民病院 - 森屋（G30）
- 山県高校（N82）- 樫瀬 - 岩佐 - 焼橋 - 山県バスターミナル - 高富 - 岐北厚生病院 - 粟野 - 三田洞 - 下岩崎 - 長良北町 - 岐阜公園・岐阜城 - 市役所・鶯谷高校口 - 柳ヶ瀬 - 名鉄岐阜 - JR岐阜（N） - 西問屋町 - 千手堂 - 市民病院前 - 森屋（G30）
- 谷合 → 徳永口 → 佐野 → 美山中学校 → 岩佐 → 焼橋 → 山県バスターミナル → 高富 → 岐北厚生病院 → 粟野 → 三田洞 → 下岩崎 → 長良北町 → 岐阜公園・岐阜城 → 市役所・鶯谷高校口 → 柳ヶ瀬 → 名鉄岐阜 → JR岐阜 → 朝日大学病院  → 加納新本町 → JA会館 → 県庁 → OKBふれあい会館（W32）
  - 岐北厚生病院 - 谷合間は山県市自主運行バスとして運行されている。
  - JR岐阜 - 森屋・OKBふれあい会館間は平日のみの運行であり、土休日は全ての便がJR岐阜発着となる。
  - 2025年3月までは、谷合から先の塩後（しょうご）まで路線が延びていた（塩後行きの系統番号はN86）他、谷合と神崎を結ぶ支線[注 10]も運行されていた。いずれの区間も2025年4月1日からは神崎山県BT線（同じく山県市自主運行バスとして運行されている路線で、他の会社がワゴン車で運行している）に移管された。
  - 担当営業所は高富営業所。

#### 岐阜板取線
- ほらどキウイプラザ（N83） - 出戸 - 樫瀬 - 岩佐 - 焼橋 - 山県バスターミナル - 高富 - 岐北厚生病院 - 粟野 - 三田洞 - 下岩崎 - 長良北町 - 岐阜公園・岐阜城 - 市役所・鶯谷高校口 - 柳ヶ瀬 - 名鉄岐阜 - JR岐阜（N）
  - 1914年（大正3年）から運行されている路線である。
  - 岐北厚生病院 - 出戸間は山県市自主運行バスとして運行されている。
  - 以前はJR岐阜 - 板取門原間の約55kmを結ぶ長大路線だったが、2011年3月27日のダイヤ改正により洞戸栗原車庫 - 板取門原間が、2016年10月1日のダイヤ改正によりほらどキウイプラザ - 洞戸栗原車庫間が関市板取地域内バス（料金100円）に移管された。
  - 担当営業所は高富営業所。

#### 関板取線
- せき東山 - 関中央病院 - 寿町 - 中濃厚生病院 - 関市役所･わかくさプラザ - 関シティターミナル - 栄町1丁目 - 緑ヶ丘中学校 - 池尻 - 広見 - バロー武芸川店北 - 武芸八幡 - 武芸川温泉 - 武芸谷口 - 寺尾 - 洞戸観光やな - ほらどキウイプラザ
- せき東山 - 関中央病院 - 寿町 - 中濃厚生病院 - 関市役所･わかくさプラザ - 関シティターミナル - 栄町1丁目 - 緑ヶ丘中学校 - 池尻 - 広見 - バロー武芸川店北 - 武芸八幡 - 武芸川温泉 - 武芸谷口 - 山県高校 - 樫瀬 - 出戸 - ほらどキウイプラザ
  - 関上之保線と同じく、関市自主運行バスの1路線として運行されている。
  - 廃止された寺尾加茂野線に比較的準した路線になっている。
  - 山県高校・樫瀬経由は平日のみの運行である。
  - 寺尾・洞戸観光やな経由は道中急カーブや急勾配が続くため、凍結時は危険防止上、山県高校・樫瀬経由に迂回運行されることがある。
  - 担当営業所は関営業所。

### 各務原市方面

#### 尾崎団地線
- テクノプラザ（T57） -  各務原高校（T56） - 蘇原東島 - 同島 - 北洞 - 尾崎ショッピングセンター - 琴塚3丁目 - 長森中学校 ‐ （岐阜県総合医療センター） - 北一色2丁目 - 競輪場 ‐ ワークプラザ岐阜 ‐ 金宝町 ‐ 名鉄岐阜 - JR岐阜（T）
- 諏訪山団地（T55） - 河村病院 - 北洞 - 尾崎ショッピングセンター - 琴塚3丁目 - 長森中学校 ‐ （岐阜県総合医療センター）- 北一色2丁目 - 競輪場 ‐ ワークプラザ岐阜 ‐ 金宝町 ‐ 名鉄岐阜 - JR岐阜（T） - 朝日大学病院 - 加納新本町 - 加納駅 - 下川手（W18）
- 諏訪山団地（T55） → 河村病院 → 北洞 → 尾崎ショッピングセンター → 琴塚3丁目 → 長森中学校 → 北一色2丁目 → 競輪場 → ワークプラザ岐阜 → 金宝町 → 名鉄岐阜 → JR岐阜 → 朝日大学病院 → 加納新本町 → JA会館 → 県庁 → OKBふれあい会館（W32）
  - JR岐阜 - 下川手・OKBふれあい会館間及び各務原高校~テクノプラザ間は平日のみの運行で、土休日は全ての便がJR岐阜発着となる。
  - 早朝及び夜間の一部の便は岐阜県総合医療センターに立ち寄らないため、その時間帯は1つ手前の岐阜県総合医療センター北バス停が最寄りとなる。
  - もともとは梅林公園・北一色を経由していたが、岐阜県総合医療センター口付近の狭隘路の運行を避ける観点から、2022年10月以降は金宝町を右折し、東金宝町、東栄町3丁目、競輪場前を経由して、琴塚3丁目まで快速イオンモール各務原線と同経路を走行するようになり、新規の幹線としてアルファベットのTが設定された。
  - かつては、途中の岩小学校までこの路線を経由する大洞緑団地行きの深夜バス（土・休日運休）が運行されていた。
  - 担当営業所は各務原営業所。

#### 笠松川島線
- 川島松倉 - 川島小学校 - （河川環境楽園） - かさだ広場 - 中野 - 円城寺 - 笠松駅 - 松波総合病院
  - 後述の岐阜川島線の廃止に伴い、2022年4月1日から運行を開始した路線である。各務原市が新設した「各務原市路線バス実証運行事業費補助金」を活用して運行している[48]。
  - かつて川島線時代に存在した笠松駅への支線と経路はほぼ同一[注 12]であるが、東米野から川島小学校前は平成川島橋経由（各務原市ふれあいバスの川島線とほぼ同一）になっている。
  - 途中の河川環境楽園には、平日の松波総合病院行きの1便目以外が停車する。
  - 担当営業所は岐南営業所。

#### 緑苑八木山線
- 新鵜沼駅 → 緑苑口 → 緑苑南 → 緑苑西 → 緑苑小学校 → 緑苑北 → 緑苑東 → センター前 → 緑苑中 → 緑苑南 → 八木山小学校 → 鵜沼中学校 → 鵜沼宿駅 → 新鵜沼駅
- 鵜沼中学校 → 八木山小学校 → 緑苑西 → 緑苑小学校 → 緑苑北 → 緑苑東 → センター前 → 緑苑口 → JR鵜沼駅
  - 平日のみの運行。
  - 鵜沼中学校発及び緑苑西発はJR鵜沼駅行き、緑苑西・緑苑東・鵜沼中学校方面行きは新鵜沼駅発として運行される。
  - 2023年度までは鵜沼緑苑団地線として運行されていたが、同年度末を以て廃止された各務原東部線の一部区間を統合し、路線名も緑苑八木山線に変わった[49]。
  - 担当営業所は各務原営業所。

#### 快速イオンモール各務原線
- イオンモール各務原（T60） -  琴塚3丁目 - 長森中学校 ‐ 競輪場前 ‐ ワークプラザ岐阜前 ‐ 金宝町 ‐ 名鉄岐阜 - JR岐阜 （T）
  - 全便快速で運行する。主に専用のラッピングを施した車両で運行されている。
  - イオンモール各務原で乗降する場合は同施設からの補助が適用されるため、通常よりも運賃が安く設定されている[注 14]。
  - 運行開始当初は名鉄岐阜・JR岐阜から徹明町を経由して金園町9丁目まで各停留所に止まり、同停留所から土山（現：琴塚3丁目）までノンストップで運行されていたが、2019年10月1日から現在の経路に変更され、2022年10月から経路が幹線（T）となり、同時に行先表示の番号制が設定された。実際のバスの行先表示は「快速」と大書され、行先番号の表示は経由地表示内に組み込まれている。
  - 担当営業所は岐南営業所。

#### イオンモール各務原線
- 各務原市役所前駅 - 市民公園中央図書館前 - 新那加駅 - イオンモール各務原
  - イオンモール各務原からの補助により全区間100円均一（ayucaやmanacaなどの交通系ICカードは使用できない）。2020年3月31日より電子マネー「WAON」での運賃決済が導入された[50]。
  - この路線の停留所の形状は通常の岐阜バスの停留所の形状と異なる。
  - 担当営業所は各務原営業所。

### 犬山市方面

#### モンキーパーク・リトルワールド線
- 犬山駅東口 - 日本モンキーパーク - リトルワールド
  - モンキーパーク、リトルワールドが休園となった場合は、下記のような運行体制となる。
    - モンキーパークとリトルワールドが両方休園の場合は全ての便が運休となる。
    - モンキーパークだけが休園の場合は、全ての便をリトルワールド直行便として運行する。
    - リトルワールドだけが休園の場合は、リトルワールド直行便が運休になり、モンキーパーク経由リトルワールド行きはモンキーパークで運行を終える。

  - かつては途中に今井丸山バス停[注 15]が存在し、リトルワールド発着便のうち1往復だけここでの乗降が可能となっていたが、利用実態に鑑み、2018年9月30日をもって廃止された[注 16]。
  - 担当営業所は各務原営業所。

#### 明治村線
- 犬山駅東口 - 休日診療所前 - 総合犬山中央病院東 - 犬山ニュータウン - 前原 - 長者町団地 - 神尾 - 明治村
- 犬山駅東口 - 五郎丸 - 総合犬山中央病院 - 犬山ニュータウン - 前原 - 長者町団地 - 神尾 - 明治村
  - 冬期（12月1日から2月末日まで）は明治村の閉村時間が16時（土日祝日は17時）に短縮されるため、夕方以降の便の一部は、3月1日から11月末日までと12月1日から2月末日で異なる。また、冬期でも延長営業を伴う明治村のイベント開催時は変更される場合もある。
  - 2012年9月までは、長者町団地を左折して尾張富士を経由する便も存在した。
  - 担当営業所は各務原営業所。

## スクールバス
岐阜聖徳学園大学・岐阜女子大学などからもスクールバスの運行を受託している。
かつては朝日大学シャトルバス（JR穂積駅（南口ロータリー） - 朝日大学（ノンストップ））を運行していた（2020年3月まで）。

## コミュニティバス
詳細は各路線の記事を参照。
- 瑞穂市「みずほバス」
- 各務原市「各務原市ふれあいバス」[53]
- 関市「関市内巡回バス」
- 岐南町「岐南町コミュニティバス」

## 撤退路線
高速バス
高速高岡・氷見線（現在の高速名古屋－高岡・砺波線）は2014年4月1日より、加越能バス単独運行となり、岐阜市内への乗り入れは廃止されている。ただし、高速各務原・高速美濃に停車することから、岐阜バス高速バス予約センターでの乗車予約は可能である。
コミュニティバス
岐阜市コミュニティバスの路線のうち、加納めぐりバス（加納地区）、ながらうかいバス（長良地区）、373バス（長森南地区）を運行していたが、2017年4月現在、岐阜市コミュニティバスは全路線日本タクシーの運行となっている。

## 廃止路線
2005年4月12日廃止
東海女子大学線
- 新岐阜  - 北一色 - 東海女子大学[55]。

2009年4月1日廃止
関鵜沼線
- JR鵜沼駅 - 勝山 - 深萱 - 大杉 - 関高校 - 関口駅 - 栄町1丁目 - 関市役所･わかくさプラザ - 中濃厚生病院- せき東山
  - 2007年3月30日から2年間ほど運行していた路線。JR鵜沼駅から坂祝町にある勝山まで国道21号線（現：県道207号線）を走行したのち、関高校方面へ北上していた。
  - 関営業所が担当していた。

関武儀線
- 関商工 - 関高校 - 関口駅 - せき東山 - 岐阜医療科学大学前 - 大平賀 - 神野 - 上日立 - 殿村 - 武儀事務所 - 多々羅 - 温井 - 日根
  - 関高校から多々羅までは上之保関商工線と同じ経路を走行したのち、そのまま県道58号線を通り中之保地区の日根まで運行していた。
  - 関営業所が担当していた。

2010年10月1日廃止
鏡島大橋線
- 簡易保険前 → 正木マーサ → 北高前 - 忠節 - 大福町5丁目 - 恵光学園西口 - 江添 - 県庁
  - 県庁発は北高前行き、県庁行きは簡易保険前発として運行していた。
  - 柿ヶ瀬営業所と岐阜西営業所が担当していた。

2011年10月1日廃止
千疋・大平台タウン線
- 名鉄・JR岐阜（B）  - 徹明町 - 梅林公園 - 北一色 - 日野橋 - 下芥見 - 長山 - 関市山田 - 虹ヶ丘 - 津保川台 - 小屋名 - 千疋北 - 大平台タウン（B75） 
  - 平日4往復、土曜日・日祝日は3往復運行していた。
  - 関市山田までの運行経路は岐阜関線・岐阜美濃線と同じだが、関市山田で一旦分岐して虹ヶ丘・津保川台を経由した上で小金田から小屋名まで再度岐阜関線・岐阜美濃線と同じ経路を走行し、小屋名交差点を左折して千疋大橋を渡り、大平台タウンへ向かっていた。
  - 大平台タウン・津保川台方面は現在も関シティバスが運行されており、この路線の廃止に伴って廃止されたバス停はない。
  - 各務原営業所が担当していた。

本巣線
- 岐阜大学病院 - 折立平野総合病院 - 黒野仲町 - 中2丁目 - 西郷 - 本巣市役所（現:本巣公民館）
  - 元々はJR・名鉄岐阜から直通していたが、2008年9月20日からは岐阜大学病院での乗り換えとなった。また、廃止1年前の2010年9月30日までは、本巣市役所の先の本巣山口・織部の里もとすまで路線が伸びていた。
  - 柿ヶ瀬営業所が担当していた。
  - なお、この路線の廃止に伴い、黒野線の御望野経由の本巣市役所発着便と中2丁目経由の本巣市役所発着便が新設されたが、中2丁目経由は後の2019年10月1日付で廃止された。

2012年4月1日廃止

県庁岐大線
- 岐阜大学病院 - 岐阜大学 - 正木西 - 則武新屋敷 - 恵光学園西口 - 西岐阜駅 - 県庁 → ふれあい福寿会館（現：OKBふれあい会館）
  - 繰舟橋で岐阜大学･病院線と分岐して岐阜環状線に入り、西岐阜駅・県庁方面へ運行していた路線。
  - 岐阜大学病院行きは県庁発、岐阜大学病院発はふれあい福寿会館（現：OKBふれあい会館行き）として運行していた。
  - なお、この路線の廃止に伴い、鏡島大橋を経由する系統の設定は無くなった。

2012年10月1日廃止
伊自良線
- 岐阜大学病院 - 石谷 - 方県安食（現:JAぎふふれあいプラザ方県） - 岩利 - 東光寺口 - 藤倉 - 伊自良支所
  - 元々はJR・名鉄岐阜から岐阜大学病院・伊自良支所を経て伊自良長滝へ向かう路線（C71）だったが、2008年9月に全便岐阜大学病院で系統分割され、その後2010年9月末をもって伊自良支所 - 伊自良長滝間が廃止された[56][57]。
  - 柿ヶ瀬営業所が担当していた。
  - なお、この路線の岐阜大学病院〜東光寺口間は、山県市ハーバス岐大病院線が運行されており、途中の東光寺口でハーバス伊自良線に乗り継ぐことで、再び岐阜大学病院方面と伊自良方面との往来が可能となった。ただし、石谷地区と高部には立ち寄らず、経路上に存在した二田子、村山、安食団地のバス停はない。

掛洞西郷線
- 岐阜大学病院 - 交人 - 折立平野総合病院 - 黒野仲町 - 中2丁目 - 犬塚 - 網代診療所 - 秋沢 - ひな倉 - プラザ掛洞
  - 元々はJR・名鉄岐阜から直通していたが、2008年9月20日からは岐阜大学病院での乗り換えとなった。また、廃止1年前の2011年9月30日までは路線名称が掛洞宝珠線となっており、交人から黒野病院、御望野、宝珠ハイツを経由していた。
  - 柿ヶ瀬営業所が担当していた。
  - なお、この路線の廃止に伴い、岐阜市コミュニティバスの方県（かたがた）網代バスが新設されたが、2020年5月末をもって運行を終了し、事前予約制の「方県網代地区デマンド型乗合タクシー」に変更された。

2019年春運行終了
高速関・長島線 は2019年春以降の運行を終了。同時に三重交通と共同運行も終了。春休み・ゴールデンウィーク・夏休みの土・日・祝日と年末年始のみ運行していた。（ルート：関市役所（わかくさプラザ） - 栄町1 - 長山 - 名鉄岐阜 - 長島温泉（冬季は1便をなばなの里まで延長））
2019年4月1日廃止
鏡島弘法線
- 毎月21日運行される期間限定路線。2019年（平成31年）3月21日を最終運行として同年3月31日限りで廃止）[59]

2020年4月1日廃止
岩戸入舟線
- JR岐阜 - 名鉄岐阜 - 田神駅 - 競輪場 - 入舟町4丁目 - 岩戸公園（K14） - 宝来町 - 東別院鶯谷高校前 - 市民会館･裁判所前 - 金華橋通り柳ヶ瀬 - JR岐阜 - 名鉄岐阜（K） - JR岐阜 - 金華橋通り柳ヶ瀬 - 市民会館･裁判所前 - 鶯谷トンネル東口 - 宝来町 - 岩戸公園（K14） - 宝来町 - 競輪場 - 入舟町4丁目 -  田神駅 - 名鉄岐阜 - JR岐阜
  - JR岐阜から田神駅前・競輪場前を経由して岩戸公園前から岐阜に戻る循環路線になっているものと、岩戸公園前を始発にするものの2種類の運行ルートがあった。
  - 名鉄・JR岐阜と岩戸公園の間を金華橋通り柳ヶ瀬・鶯谷トンネル東口を経由して結ぶ系統と、競輪場を経由する循環系統の2系統が存在した。
  - 廃止時点では平日の運行で、循環系統は1往復だけ運行されていた。
  - 当初は岐阜営業所（現：岐南営業所）が担当していたが、快速イオンモール各務原線の運行が始まってからは柿ヶ瀬営業所が担当していた。
  - なお、この路線の廃止に伴い、長森ふれあいバスの経路上に宝来町バス停が新設された。

2020年10月1日廃止
美江寺穂積線
- 巣南庁舎（G66） - 美江寺 - 荒川 - 本田 - 河渡 - 鏡島精華3丁目 - 岐阜市民病院 - 千手堂 - 徹明町 - 名鉄岐阜 - JR岐阜（G）
  - 河渡で北方河渡線と分岐し、旧中山道を経由して本田・美江寺方面まで運行していた。
  - 岐阜西営業所が担当していた。

2022年4月1日廃止
岐阜川島線
- 川島松倉（E36） - 川島小学校 - 中野 - 八剣 - 城南通り - JR岐阜 - 名鉄岐阜（E）
  - 2020年10月1日から廃止までは平日のみの運行となり、川島松倉発は朝の2便、名鉄岐阜発は夕方の2便となっていた。
  - 1958年（昭和33年）2月に川島線として運行開始[60]。1985年に前宮線（当時は新岐阜 - 上印食 - 愛岐大橋）と統合し、川島前渡線に改称。2012年4月に旧・前宮線に該当する長平系統の廃止[55]に伴い、路線名も岐阜川島線に変わった。
  - 川島線時代は、川島松倉→中野→笠松駅、笠松駅→中野→新岐阜の支線も存在した。また、川島前渡線時代にの一時期には新岐阜 - 岐阜公園の区間延長が行われた。
  - 2004年7月17日から2020年9月27日まで、土・休日と夏休み期間は河川環境楽園に乗り入れていた。
  - 川島大橋の橋脚異常による長期通行止めのため、2021年5月31日から運行最終日まで平成川島橋経由の迂回運転（川島河田町、川島笠田バス停は休止）となっていた[61]。
  - 廃止直前には「岐阜川島線のおわかれ企画」が行われ、記念乗車券やグッズの販売、乗車記念カードの配布、土日の臨時便運行、おわかれヘッドマークの掲出などが行われた[60]。
  - 各務原営業所が担当していた。

2023年11月1日廃止
岐阜市中心部ループ線（旧・柳バス）

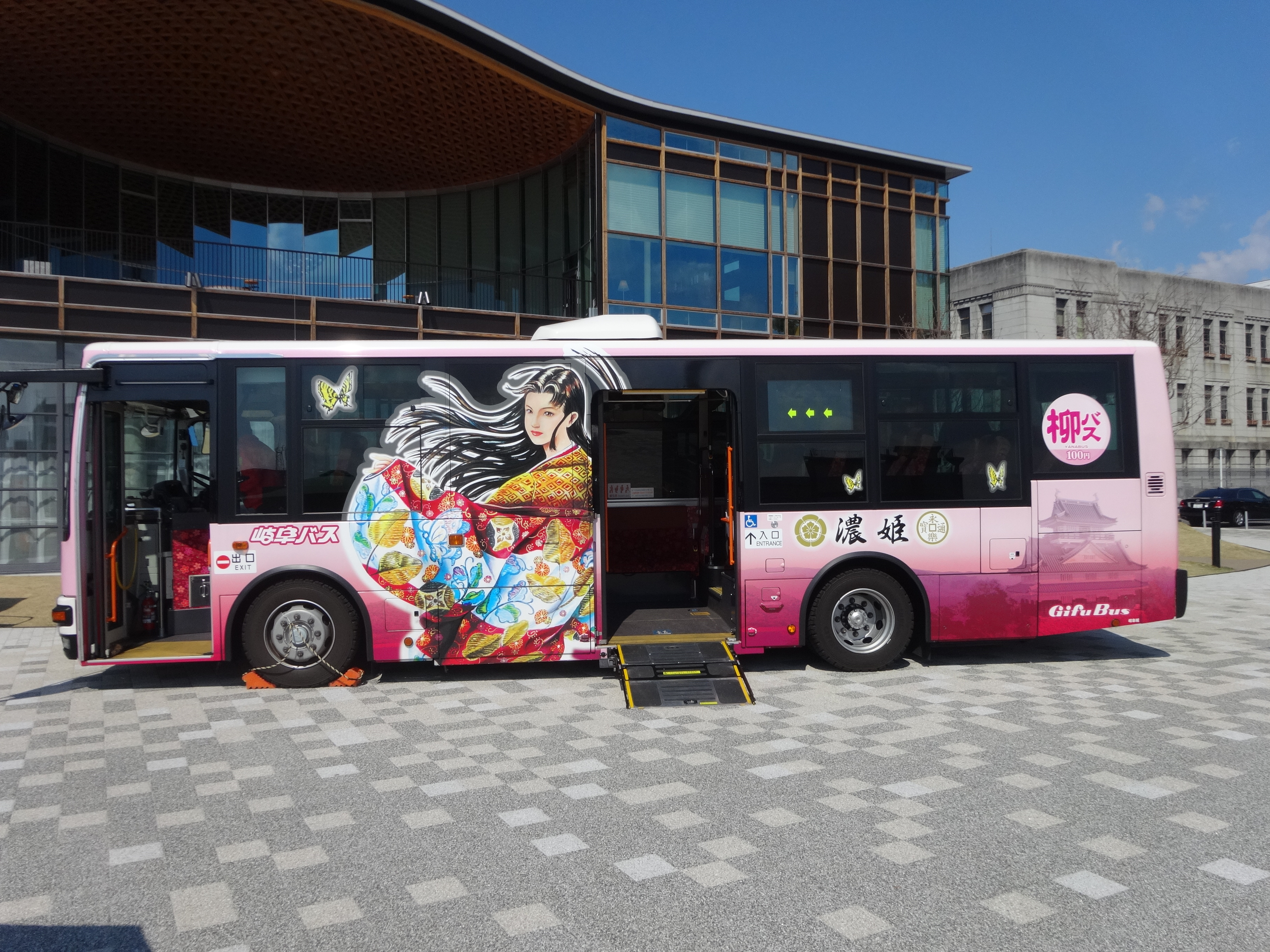
柳バス車両「濃姫バス」

- JR岐阜 → 名鉄岐阜 → 金宝町 → 徹明町 → 柳ヶ瀬 → 商工会議所前 → 今沢町 → 岐阜市役所･メディアコスモス → 市民会館･裁判所前 → ドリームシアター前 → 金華橋通り柳ヶ瀬 → 高島屋前 → 文化センター金神社前 → 金町7丁目 → JR岐阜駅
  - 上記の経路の矢印の方向にだけ運行する片周り循環路線であった。
  - 2014年4月27日より、市内ループ線の信長バスと対となる濃姫がラッピングされ、信長バスと同様の内装の三菱中型ノンステップバス2台が運行を開始した。また、ICカード「ayuca」「岐阜市おでかけバスカード」で乗車可能となった[63]。
  - 2021年5月6日に柳バスから中心部ループ線に名称を変更し、岐阜市役所を経由するルートに変更。車両は柳バスと同じ「濃姫バス」を使用していたが、2023年7月からSDGsと岐阜のまちをテーマに岐阜城や長良川鵜飼などのデザインが施された小型バスに変更された。中心部ループ線の廃止後、前者は関営業所に転属して濃姫ラッピングのまま関市自主運行バスなどで、後者は各務原営業所に転属して各務原市ふれあいバスでそれぞれ使用されている。
  - 柿ヶ瀬営業所が担当していた。

2024年4月1日廃止
岐阜各務原線
- 各務西町営業所（B32）- 東海中央病院南口 - 不動ヶ丘町 - 岐東球場前 - 入舟町 - 梅林公園 - 徹明町 - 名鉄岐阜 - JR岐阜（B）
  - 2022年3月16日のダイヤ改正で、平日の夕方1往復のみの運転となっていた。
  - 各務原営業所が担当していた。

各務原東部線
- 東海中央病院 - 各務原高校 - 各務西町営業所 - おがせ池 - 鵜沼中学校前 - つつじヶ丘公園 - 鵜沼宿駅 - 新鵜沼駅
  - 平日のみの運転で、鵜沼中学校~東海中央病院間は日中のみ運行していた。
  - 各務原営業所が担当していた。
  - なお、この路線廃止に伴い、一部の区間が鵜沼緑苑団地線（現：緑苑八木山線）に引き継がれた。

寂光院線
- 犬山遊園駅東口 - 寂光院
  - 毎月5日、18日及び大祭日（8月9日及び11月第2日曜日）のみの運行であった。
  - 料金は200円。ICカードでの乗車はできず、前払い方式をとっていた。
  - 2024年3月18日が最終運行日となった[49]。
  - 各務原営業所が担当していた。

2024年10月1日廃止
山県モレラ線
- 山県バスターミナル - 高富 - 岐北厚生病院 - 三田洞 - 下岩崎 - 長良北町 - さぎ山東 - 正木北 - 岐大口 - 折立南口 - 東改田 - モレラ岐阜
  - 2021年10月2日から2024年9月29日まで、土曜日・日祝日に1日5往復運行していた。
  - 岐阜市の中心部を避け、本巣市のモレラ岐阜と山県市の山県バスターミナルに併設された山県ばすけっとを直通させることで、沿線住民の買い物需要を狙っていた。
  - 高富営業所が担当していた。

長者町団地循環線
- 犬山駅東口 → 休日診療所 → 総合犬山中央病院東 → 犬山ニュータウン → 前原 → 長者町団地 → 金山 → 長者町団地南 → 長者町団地 → 前原 → 犬山ニュータウン → 総合犬山中央病院東 → 休日診療所 → 犬山駅東口
  - 長者町団地までの運行経路は明治村線と同一だが、長者町団地の先の信号交差点を右折して長者町団地内を循環（長者町団地から金山、長者町団地南、長者町団地を経由）し、犬山駅東口へ引き返していた。
  - 末期は1日1便のみの運行であったが、かつては循環せずに金山から運行を始め、または長者町団地南で運行を終える便も存在した。
  - 各務原営業所が担当していた。

2025年4月1日廃止
倉知線
- 三柿野駅 - プリニーの市民会館 - 各務原高校 - テクノプラザ
- 三柿野駅 - （東海中央病院） - プリニーの市民会館 - 各務原高校 - 各務原団地 - テクノプラザ - 桐谷住宅 - 関商工 - 久郷 - 栄町1丁目 - 関シティターミナル
  - 平日のみの運行で、テクノプラザ発着便は各務原団地を経由していなかった。
  - テクノプラザ発着系統はかつてはVR テクノ線として運行されていたが、廃止1年前の2024年4月から倉知線に統合されていた。
  - 各務原営業所と関営業所が担当していた。
  - なお、この路線の廃止に伴い、三柿野駅とテクノプラザを結ぶテクノライナー（各務原市のコミュニティバス）の運行が開始された。

牧谷線
- 中濃庁舎 - 美濃病院 - 米屋町 - 美濃市駅 - 道の駅美濃にわか茶屋 - バイパス上長瀬 - 谷戸 - 蕨生 - 美濃和紙の里公園 - 牧谷上野 - 牧谷乙狩 - 洞戸観光やな - ほらどキウイプラザ
  - 美濃市自主運行バスとして運行されていた。
  - ICカードでの乗車も可能ではあったが、manacaマイレージポイントは付与されなかった。また、2013年度から全区間においてゾーン制運賃を導入したため、2012年度末を以って定期乗車券の発売を終了した。
  - 2012年度までは、途中の谷戸（たんど）で分岐し、牧谷片知までを結ぶ支線が存在した。
  - 美濃営業所が担当していた。
  - 2025年4月1日からは美濃市が運行するスクールバスに代替されたが、利用できるのは高校生に限られ、一般客の乗降はできない[64]。

笠松県庁線
- JR西岐阜駅 - 県庁 - OKBふれあい会館 - 聖徳学園口 - 岐阜保健大学南 - 岐阜工業高校前 - 笠松駅
  - 2021年10月1日から3年半運行していた路線。岐阜駅以南で運行するバスの慢性的な混雑を解消するため、一宮・名古屋方面及び大垣・米原方面から岐阜駅まで鉄道を利用し、バスで岐阜市南部へ向かう旅客を西岐阜駅、笠松駅へ分散させるために運行していた。
  - 当初は平日だけの運行であったが、廃止2年前の2023年4月1日からは毎日運行していた。
  - 路線名は笠松県庁線であるが、運行開始当初は岐阜県庁には乗り入れておらず、OKBぎふ清流アリーナが岐阜県庁の最寄りバス停となっていた。その後、岐阜県庁新庁舎の供用開始により、2023年1月4日から岐阜県庁バスターミナルへ乗り入れるようになり、同年4月からはOKBふれあい会館に立ち寄る経路に変更された。その代わりに、これまで立ち寄っていたOKBぎふ清流アリーナは経由しなくなった。
  - 岐阜西営業所が担当していた。

## 車両

### 概説
かつては名鉄グループに名古屋三菱ふそう自動車販売 があったことから、コミュニティバス関係を除いて路線バスは長らく三菱ふそう製に統一されてきたが、岐阜市営バスからの路線譲渡に併せていすゞと日産ディーゼル（当時、現「UDトラックス」）の両社製の車両が登場した。岐阜市営バスからのいすゞ製路線バス移籍に伴い、数十年ぶりに川崎重工系車体が復活し、さらに2005年には岐阜バスでは初となるAT車の日野製大型ノンステップバス（ブルーリボンシティ）が岐阜西営業所に配置され、一時期4メーカーが導入されていた。その後岐阜市営バスからの移籍車は経年によって全車廃車され、現在は三菱・日野のみで運行されている。また岐阜西営業所・柿ヶ瀬営業所には日野のハイブリッドノンステップバス（ブルーリボンシティハイブリッド）がそれぞれ配置されている。清流ライナーにはメルセデス・ベンツ・シターロGが導入されたが、初期に導入された車両は日野・ブルーリボンハイブリッド連節バスに置き換えられた。
観光バスおよび高速バスは路線バスと同じく現在ほとんどが三菱ふそう製だが、系列の華陽自動車興業（現華陽オートテック）が輸入代理店であったことから、一時期はベルギーのバンホール社製のバスを大量に保有し、中型車は一般路線でも運行していた。また、ごく一部にベンツ製が存在した。2006年以降、観光バスでは日野・セレガも増備されている。
路線バスは2005年の新車より名鉄グループ統一仕様となったため、塗装は新グループ共通色を採用している。岐阜バスの場合は側面に細い金帯が塗られ、前面と後面にも金帯がある車両も存在する。主な車両は公式HPで閲覧可能。
車両はほとんどが自社発注だが、大型路線バスの中には名鉄バスから移籍したものも少数ある。また、中型ノンステップバスの中には同じ名鉄グループの北鉄バス傘下の子会社、あるいはグループ外の岩手県北自動車へ移籍したものもある。

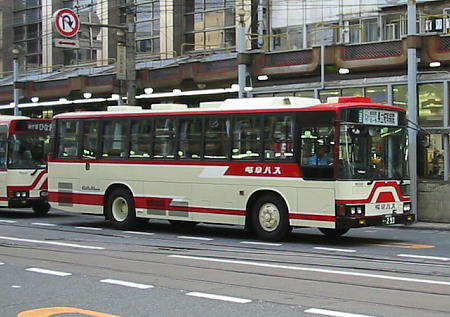
三菱ふそう・エアロスター（新呉羽）ツーステップ（廃車済）
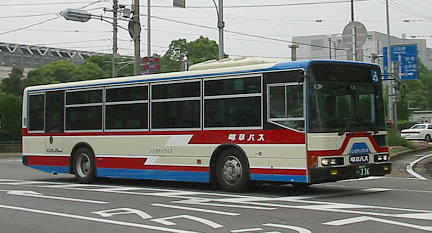
三菱ふそう・ニューエアロスターノンステップ
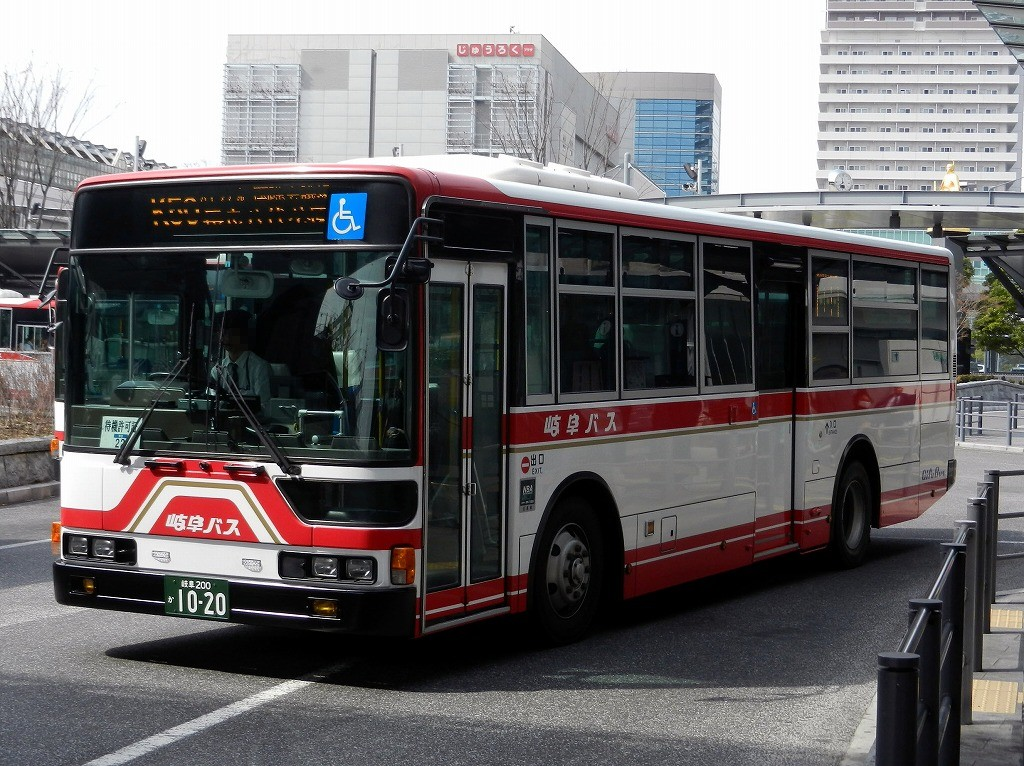
三菱ふそう・エアロスターワンステップ（名鉄グループ共通仕様車）
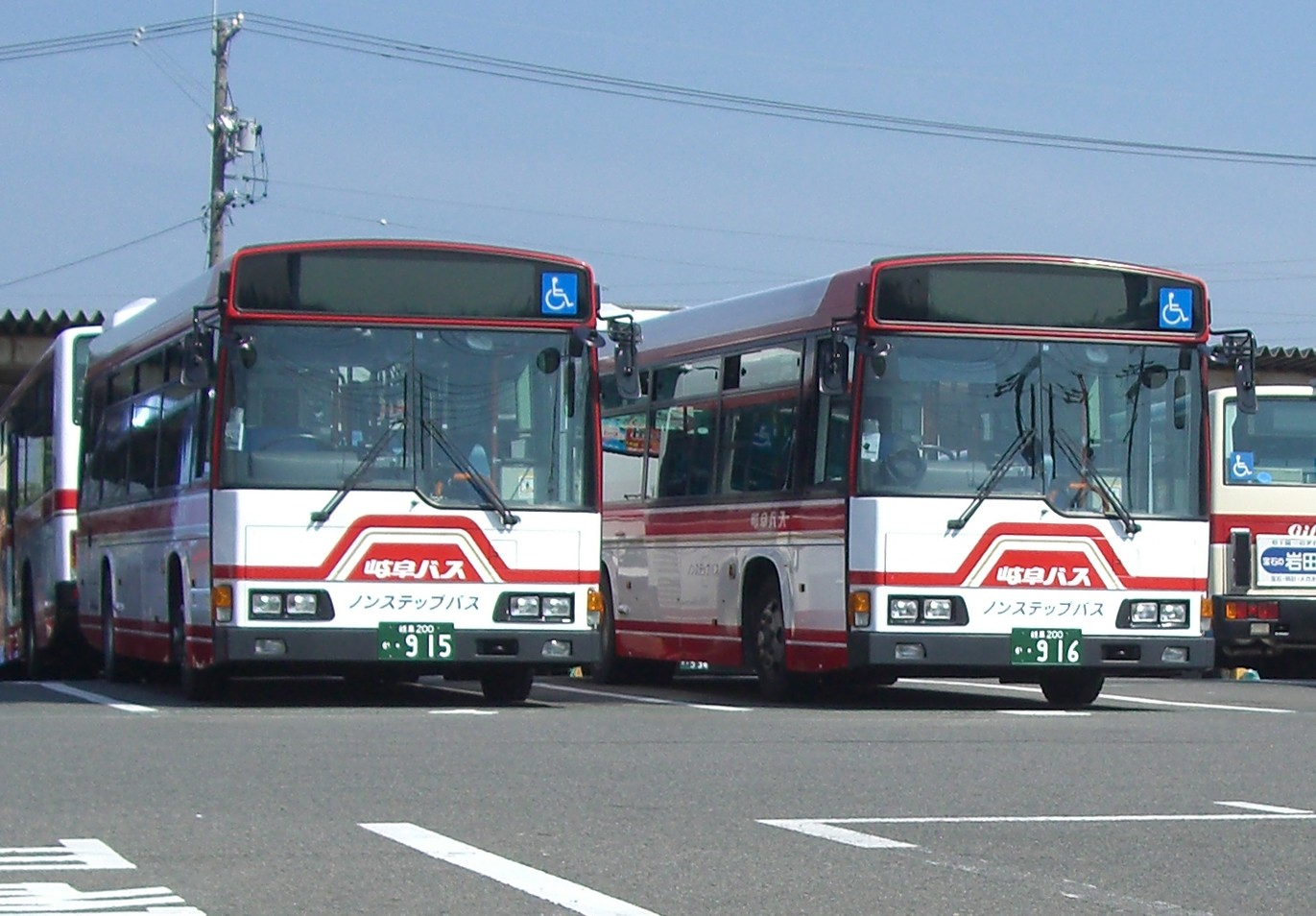
日野・レインボー中型ノンステップバス
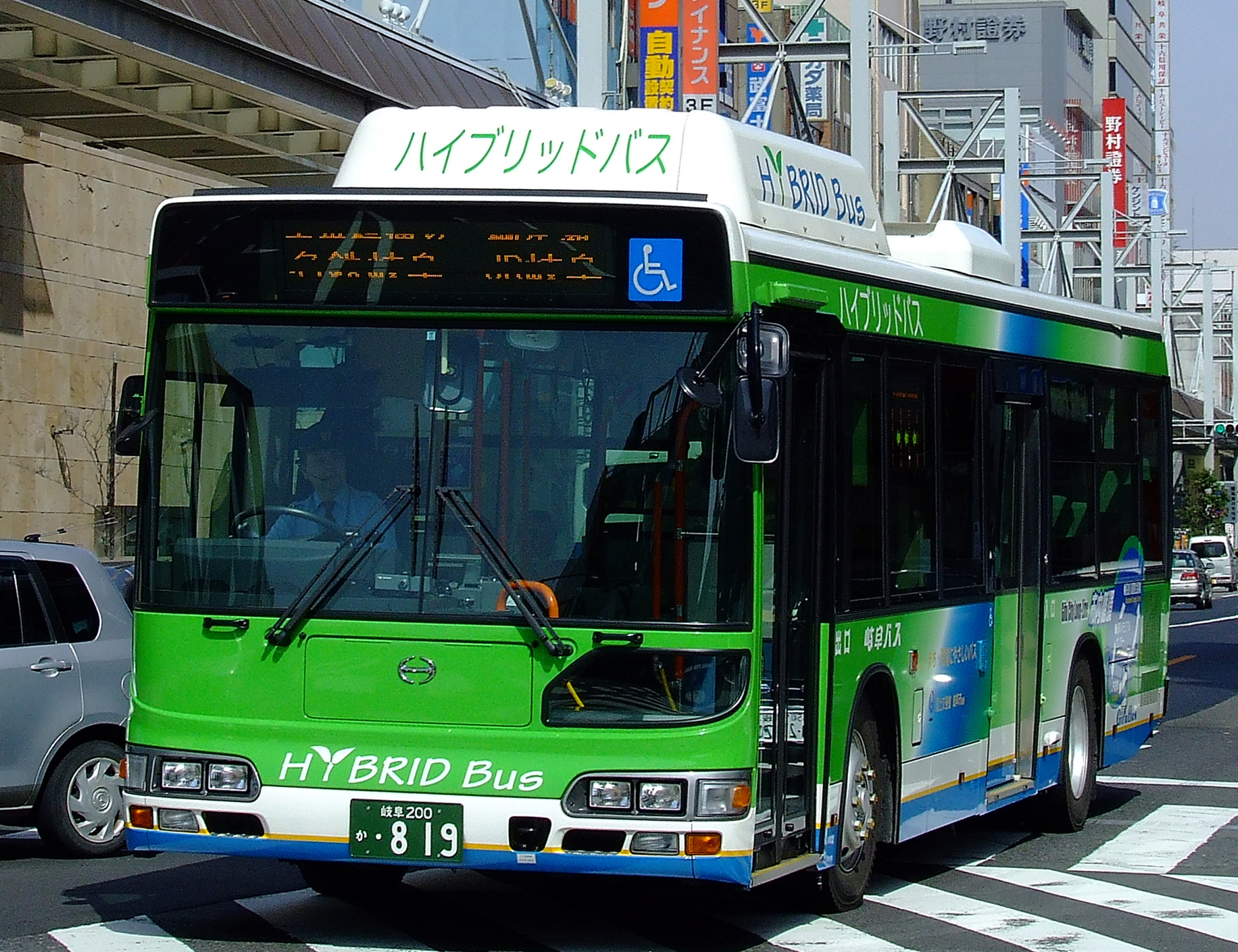
日野・ブルーリボンシティノンステップ（ハイブリッドバス）
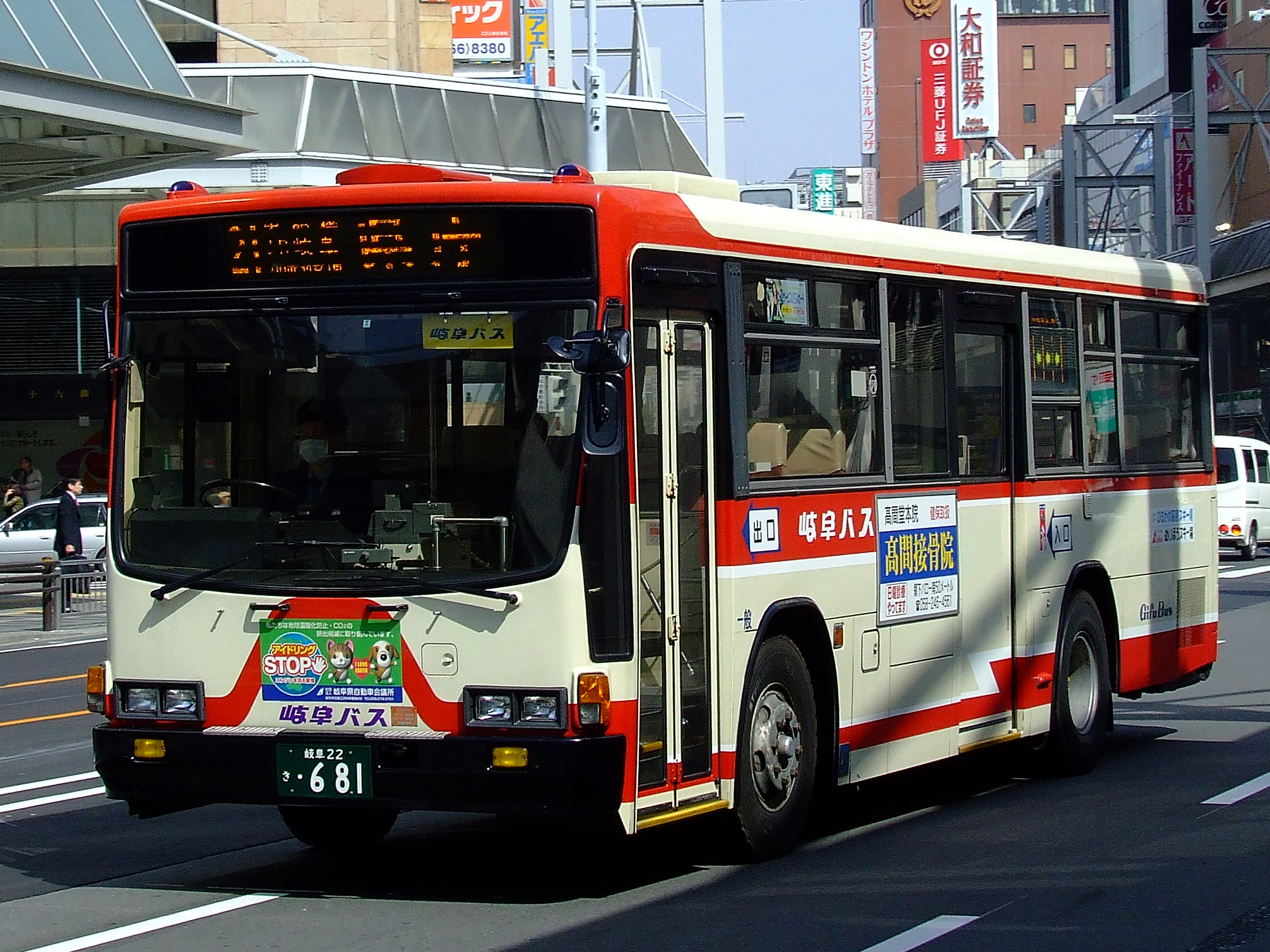
いすゞ・キュービックツーステップ（元岐阜市営バス車。廃車済）
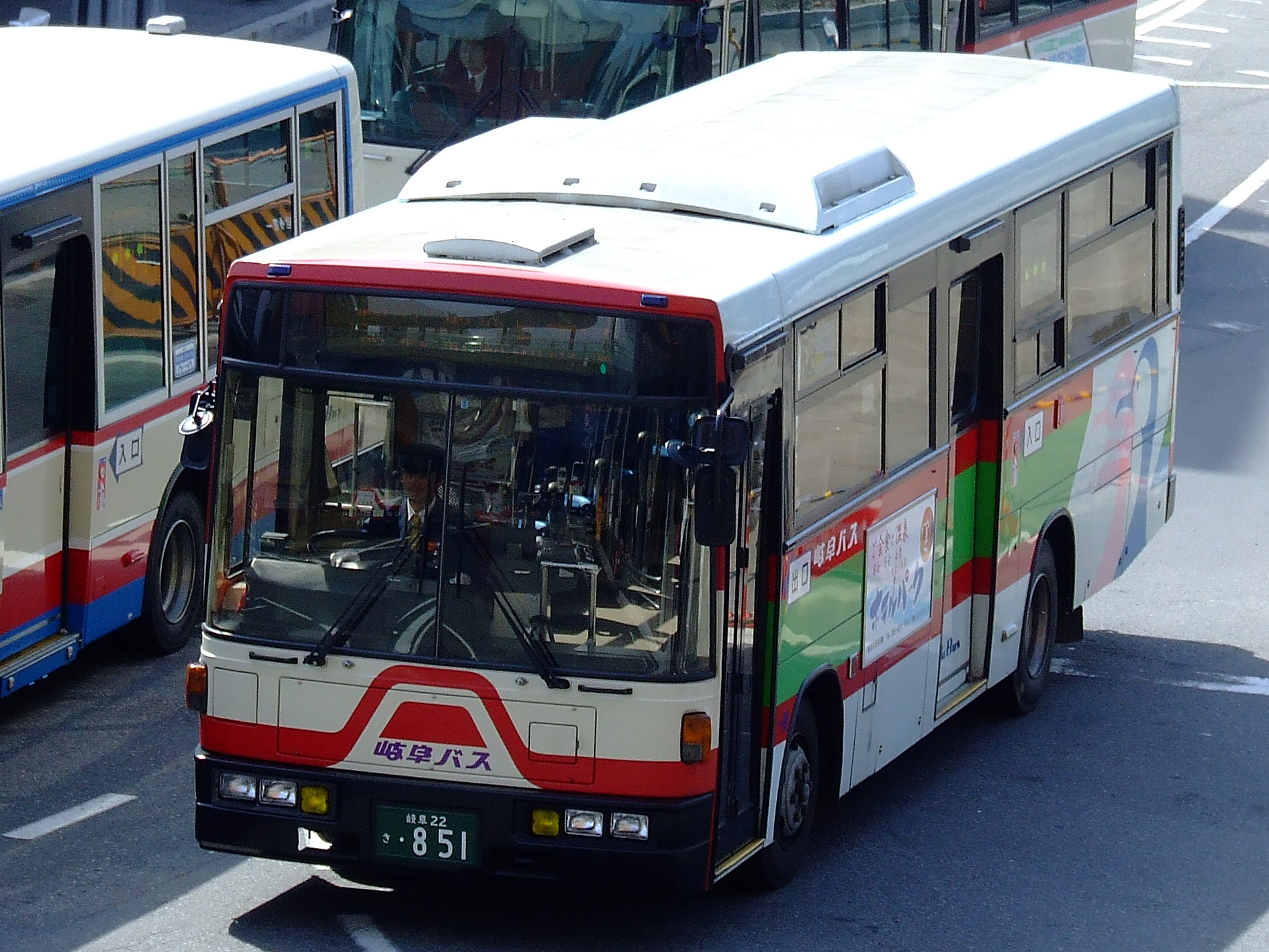
日産ディーゼル・RM＋富士重工8E（元岐阜市営バス車。廃車済）
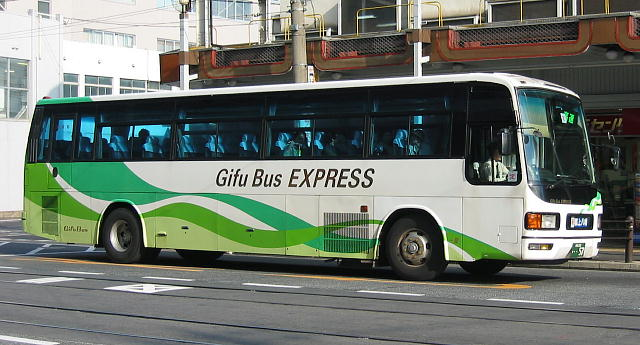
三菱ふそう・エアロバス（クイーンバージョン。廃車済）

## イメージキャラクター
岐阜バスは2015年3月28日にイメージキャラクター「あゆかちゃん」の着ぐるみを発表した。岐阜バスの女性運転手という設定で、ショートカットにレンゲの花の髪飾りがトレードマーク。着ぐるみでは運転手の制服制帽姿だが、車内広告やポスター等では季節に応じて水着や着物姿など様々な衣装を披露している。
「あゆか」は三姉妹の2番目であり、他にロングヘアで事務員の姉「あゆな」、ボブカットでバスガイドの妹「あゆり」が存在し、岐阜バス公式の三姉妹LINEスタンプが販売されている。
2023年4月21日、岐阜バスの創業80周年を記念して一般公募により「ぎばりす」というマスコットキャラクターが登場した。

## 提供番組
岐阜放送ラジオ（AM岐阜ラジオ、ぎふチャン）の午前のワイド番組で長らく「岐阜バス歌のドライブ」コーナーのスポンサーを務め、このコーナーのエンディングで「岐阜バス観光音頭」が聴ける。

## 関連会社
- 華陽オートテック株式会社[1]（岐阜県各務原市） - バス車両など自動車整備業[70]

### 過去の子会社
- 岐阜バスコミュニティ八幡 - 2012年9月、岐阜乗合自動車へ吸収合併。
- 岐阜バス観光 - 2017年4月1日付で岐阜乗合自動車へ吸収合併。
- 岐阜バスコミュニティ - 2017年4月1日付で岐阜乗合自動車へ吸収合併。

### 過去の関連会社
- 西濃華陽観光バス - 2013年12月21日廃業、岐阜バス観光が事業を継承。
- 京都観光バス - 1960年代に当時京都の京聯（きょうれん）タクシーの子会社だったものを名鉄が買収、後に岐阜バスの子会社となる。1999年7月廃業。
- 大阪名鉄観光バス - 大阪京観バスを名鉄が買収、後に岐阜バスの子会社となる。2003年9月にクリスタルに売却。さらに2007年に大阪バスが買収して近畿観光バス（現・大阪バス近畿）になる。
- 名鉄神戸観光自動車 - 神戸京観バス→神戸観光バスを前身とし、大阪名鉄観光バスと同様に名鉄が買収後、岐阜バスの子会社となる。2003年9月にクリスタルに売却大阪名鉄観光バス・名鉄神戸観光自動車はクリスタルからさらに大阪バス（前田観光自動車グループ）に売却され、現在は近畿観光バスの大阪・神戸営業所となっている[注 23]。
- 新名古屋観光バス - もとは名古屋京観バスで、京都観光バス、大阪京観バス、神戸京観バスと同時に名鉄が買収後、岐阜バスの子会社となった後、岐阜バス本体が吸収し、現在名古屋営業所となっている。
- 奥濃飛白山観光 - ひるがの高原スキー場や積翠園の運営をしていた。
- 岐阜バス広告 - バスの車内外の広告の営業・制作を行っていた。
- KBSオート - 華陽興業・岐阜バス・新岐阜百貨店の出資でBMWの販売を行っていた[71]。

## 事故・事件
- 1970年4月24日 - 犬塚発新岐阜駅行きのバスが、板屋川の堤防道路から逸脱して8m下の農道へ転落。朝の通勤時間帯で満員だったこともあり、乗客ら52人が重軽傷を負った[72]

## 発行書籍
- 三十年のあゆみ、岐阜乗合自動車株式会社/編、1974年4月発行[73]
- 【岐阜乗合自動車株式会社】最近10年のあゆみ（創立40周年記念）、社史編集委員会/編、1984年4月30日発行[74]
- 【岐阜乗合自動車株式会社】五十年のあゆみ（創立50周年記念社史）、岐阜乗合自動車/編、1994年3月発行[75][76]
- 写真で見る60年[岐阜バス]（Gifu Bus Co.,Ltd.60th Anniversary）、岐阜乗合自動車株式会社/編、2003年4月発行[77][78]